# Namibia
Namibia, oficialmente República de Namibia (en inglés: Republic of Namibia), es un país del suroeste de África. Comparte fronteras terrestres con Angola al norte, con Zambia al noreste, con Botsuana al este, con Sudáfrica al sureste y sur y con el océano Atlántico al oeste. Aunque no limita con Zimbabue, menos de 200 metros del margen derecho de Botsuana del río Zambeze separan a los dos países. Su capital y ciudad más poblada es Windhoek.
Es el país más seco del África subsahariana y lo han habitado desde tiempos prehistóricos los pueblos san, damara y nama. Alrededor del siglo XIV, los pueblos bantúes migraron a su territorio y el mayor de ellos, los ovambo, ha constituido una mayoría desde finales del siglo XIX. En 1878, el Cabo de Buena Esperanza, entonces una colonia británica, anexó el puerto de Walvis Bay y las islas Pingüino; estos se convirtieron en parte de la Unión Sudafricana a partir de su creación en 1910. En 1884, el Imperio alemán colonizó la mayor parte del territorio, formando el África del Sudoeste Alemana. Durante la Primera Guerra Mundial, las tropas sudafricanas depusieron la administración alemana y en 1920 la Sociedad de Naciones ordenó la administración de la colonia a Sudáfrica.
A partir de 1948, con el Partido Nacional elegido al poder, Sudáfrica estableció el apartheid a lo que entonces se conocía como África del Sudoeste. A finales del siglo XX, los levantamientos y las demandas de representación política de activistas negros que buscaban la independencia condujeron a que la ONU asumiera la responsabilidad directa sobre el territorio en 1966, pero Sudáfrica mantuvo el gobierno de facto. En 1973, la ONU reconoció a la Organización del Pueblo de África del Sudoeste (SWAPO), un partido conformado principalmente por los ovambo, como representante oficial del pueblo de Namibia. Tras una continua guerra de guerrillas, Sudáfrica instaló una administración interina en Namibia en 1985 y Namibia obtuvo la independencia total de Sudáfrica en 1990. Sin embargo, Walvis Bay y las islas Pingüino permanecieron bajo control sudafricano hasta 1994.
Namibia tiene una población de 2,69 millones de habitantes (estimación de 2024) y es una democracia parlamentaria multipartidista estable. La base de su economía es la agricultura, la industria minera, incluida la extracción de diamantes, cobre, uranio, oro y zinc, mientras que el sector manufacturero contribuye el 11 % y el sector de servicios, el 26 % del PIB (cifras de 2022). El extenso y árido desierto del Namib, del que el país recibe su nombre, hace que Namibia sea uno de los países menos densamente poblados del mundo. Es miembro de la Unión Africana, las Naciones Unidas y la Mancomunidad de Naciones.

## Etimología
El nombre del país deriva del nombre del desierto de Namib, considerado el desierto más antiguo del mundo. El término Namib es una palabra de origen khoekhoe, a la que se le han asignado significados ligeramente diferentes, entre ellos: «escudo» o «cerco», en alusión a la defensa natural que la zona árida ofrecía a las poblaciones nativas de aquellos que intentaban amenazarlos desde el mar. También se especula si el término originalmente no venía precedido de un clic fónico, con lo que significaría «espejismo».
Antes de obtener su independencia en 1990, el territorio fue en primer lugar denominado África del Sudoeste Alemana (en alemán: Deutsch-Südwestafrika), y posteriormente como África del Sudoeste (en inglés: South-West Africa), para reflejar la ocupación colonial de los alemanes y los sudafricanos, estos últimos como parte del Imperio británico.

## Historia
Las primeras ocupaciones humanas registradas fueron los pueblos nama o san. Más tarde, diversos grupos provenientes del norte de África se establecieron en el territorio. Los europeos llegaron en número considerable durante la segunda mitad del siglo XV. Las costas de Namibia fueron exploradas por el portugués Bartolomeu Dias en 1486, pero la aridez del territorio no estimuló su colonización en ese momento.
La historia reciente de Namibia comenzó en enero de 1793, cuando los neerlandeses reclamaron Walvis Bay. En 1815, con la anexión de la colonia del Cabo de Buena Esperanza neerlandesa por los británicos, el puerto pasó a formar parte de su territorio.
Este importante puerto había sido explorado en 1487 por Bartolomeu Dias, pero la región no fue reclamada por la Corona portuguesa, probablemente por estar enclavada en medio del desierto de Namibia.
En 1840 llegaron los alemanes, que tomaron posesión del territorio y lo colonizaron, nombrándolo como África del Sudoeste Alemana en 1884. El severo régimen colonial conllevó la confiscación y la violencia contra la población autóctona. La sublevación de algunos grupos étnicos fue reprimida brutalmente, ganándose la denominación de primer genocidio del siglo XX. Alemania perdió todas sus colonias tras haber sido derrotada en la Primera Guerra Mundial, por lo que la Sociedad de Naciones legó a Sudáfrica su administración temporal en forma de mandato, si bien Namibia, de facto, fue una provincia libre. Años más tarde, la ONU y la Corte Internacional de Justicia declararon ilegal la ocupación sudafricana en numerosas ocasiones.
En 1904, los hereros se sublevaron y fueron masacrados por la administración colonial alemana al mando del general Lothar von Trotha. Se crearon campos de concentración, similares a los campos creados por los británicos en Sudáfrica durante la segunda guerra bóer. En el suroeste de África, la población herero se redujo así, en un contexto de higiene deplorable, hambrunas y, sobre todo, la orden de la administración colonial alemana de exterminar a todos los hereros, de 8000 a 15 000 individuos. También murieron unos 10 000 namas. Esta masacre de los herero y namas se considera el primer genocidio del siglo XX.

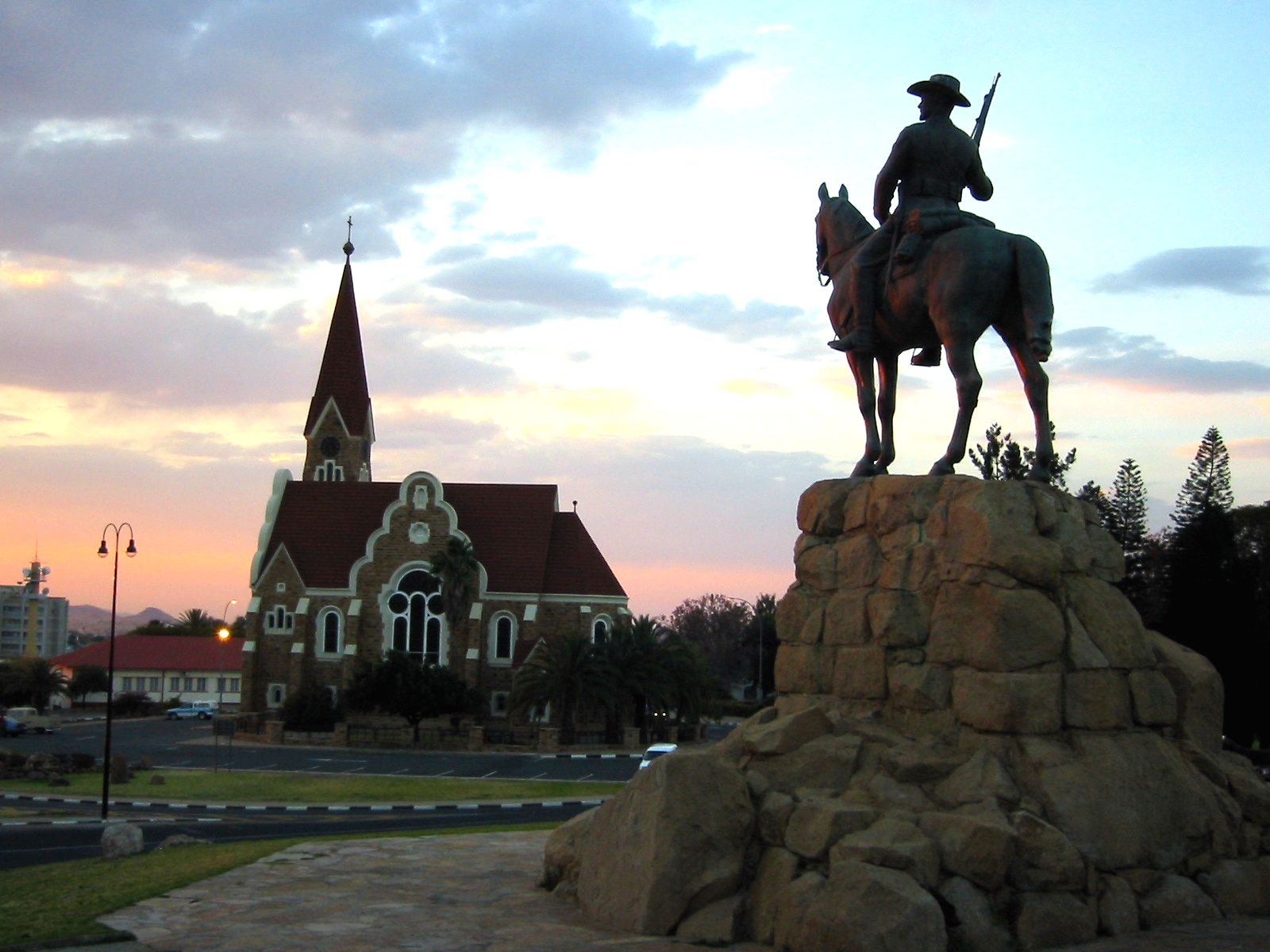
Iglesia Evangélica Luterana, en Windhoek.

Durante la ocupación sudafricana, se impuso el sistema de segregación racial (apartheid) y se llevaron a cabo movilizaciones forzadas de personas. Se asignaron enormes granjas a terratenientes de ascendencia europea, mientras que se relegó a los nativos africanos a los territorios más pobres. En respuesta a esto, se crearon diversas fuerzas opositoras al régimen del apartheid: la más importante fue la SWAPO, que se convertiría a la postre en la representante oficial del pueblo de Namibia en la ONU durante la ocupación sudafricana. Sudáfrica utilizó Namibia para atacar otros países, particularmente Angola, con el fin de impedir que el comunismo se extendiera por el sur del continente. La Fuerza de Defensa Sudafricana, empleó sus fuerzas para desestabilizar los movimientos de liberación en Angola y Mozambique y misiones de invasión a Namibia que duraron veintitrés años, al mismo tiempo utilizaron la Namibia ocupada para lanzar invasiones contra con Zambia y Angola entre otros países. Sudáfrica bajo el régimen del apartheid se encontraba sumida en una dura represión interna, sumada al combate contra Organización Popular del África Sudoccidental (SWAPO), movimiento que luchaba por la independencia de Namibia de la ocupación sudafricana.
El 4 de mayo de 1978, aviones sudafricanos atacaron el campamento de Cassinga, hogar de más de 30.000 refugiados namibios, rociando más de 9.000 kilos de bombas y luego ametrallando a los sobrevivientes. Tras ello se produjo la mayor operación aerotransportada del ejército sudafricano con un asalto de paracaidistas sudafricanos que llevaron adelante la masacre Cassinga causando más de 19 mil muertos. El evento marco un punto de inflexión en la historia Namibia y un renovado apoyo al SWAPO
Después de la derrota sufrida por Sudáfrica ante tropas cubanas, angoleñas y de la SWAPO en Cuito Cuanavale, Angola, en 1988, y bajo la presión internacional, Sudáfrica acordó abandonar el territorio y supervisar la transición a su independencia, que en 1989 eligió a su primer presidente en la persona de Sam Nujoma, líder del SWAPO. Sam Nujoma fue reelegido en 1994 y 1999; además, en ambas elecciones alcanzó la mayoría parlamentaria.
En 2004, Hifikepunye Pohamba (candidato de SWAPO) fue elegido presidente, al haber logrado 55 de los 72 escaños en el congreso.

### Etnias

Evolución de la población entre 1960 y 2010, en miles.

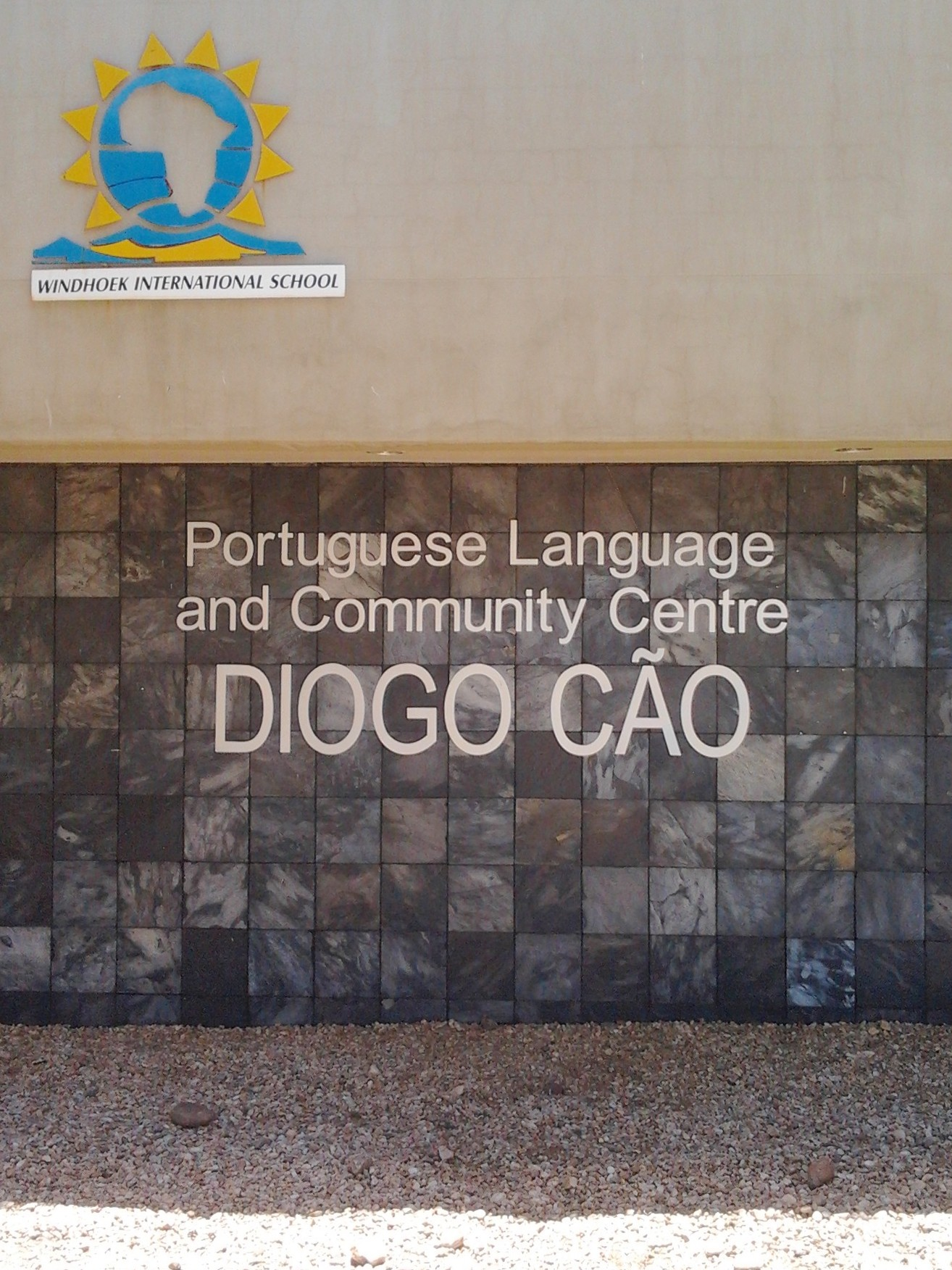
Centro Comunitario de Lengua Portuguesa Diogo Cão en la Escuela Internacional de Windhoek

### Idiomas

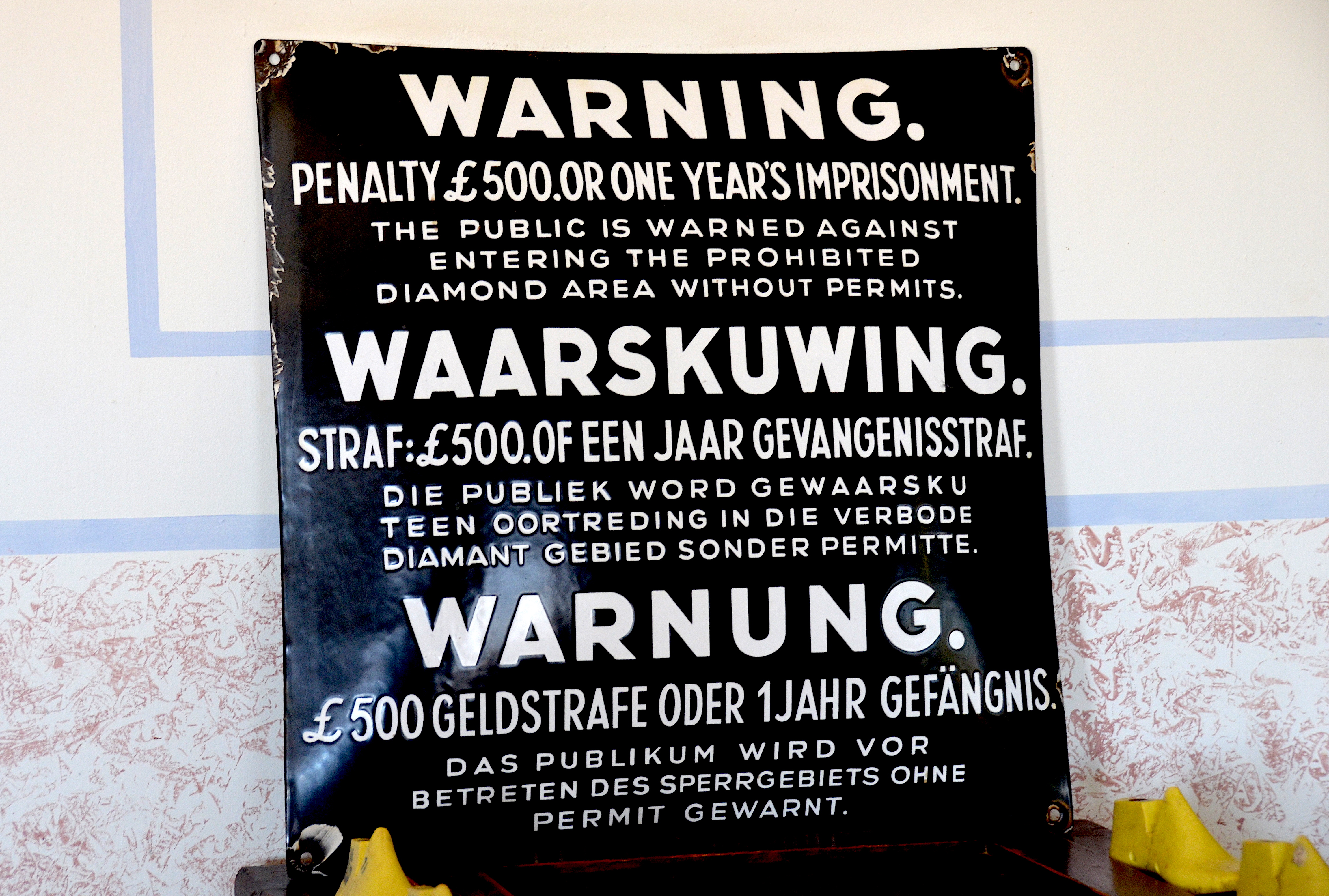
Cartel en Sperrgebiet, Namibia escrito en inglés, afrikáans y alemán

### Salud

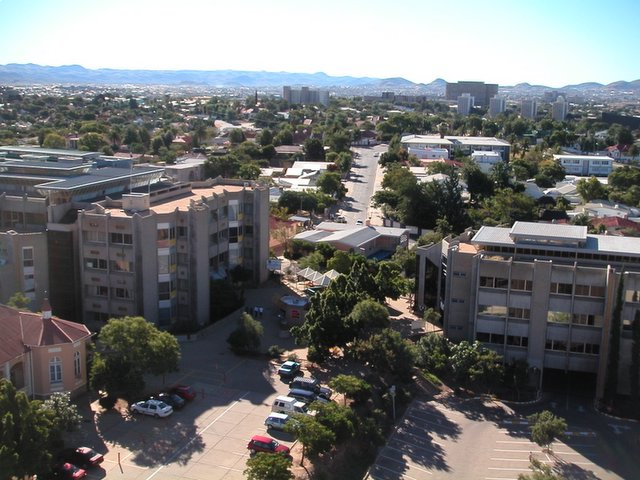
Campus principal de la Universidad de Ciencia y Tecnología de Namibia

### Educación

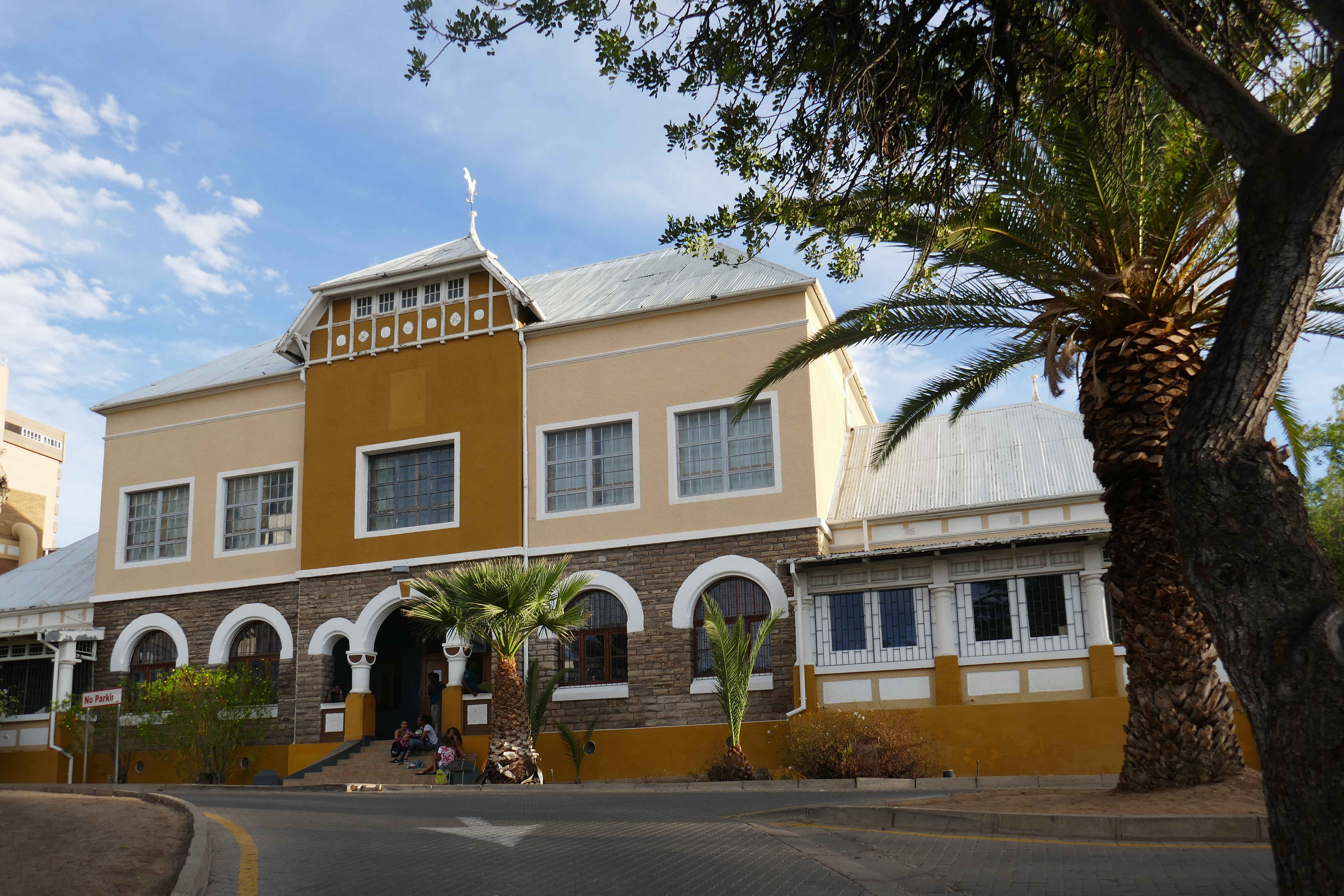
Colegio de Artes de Windhoek

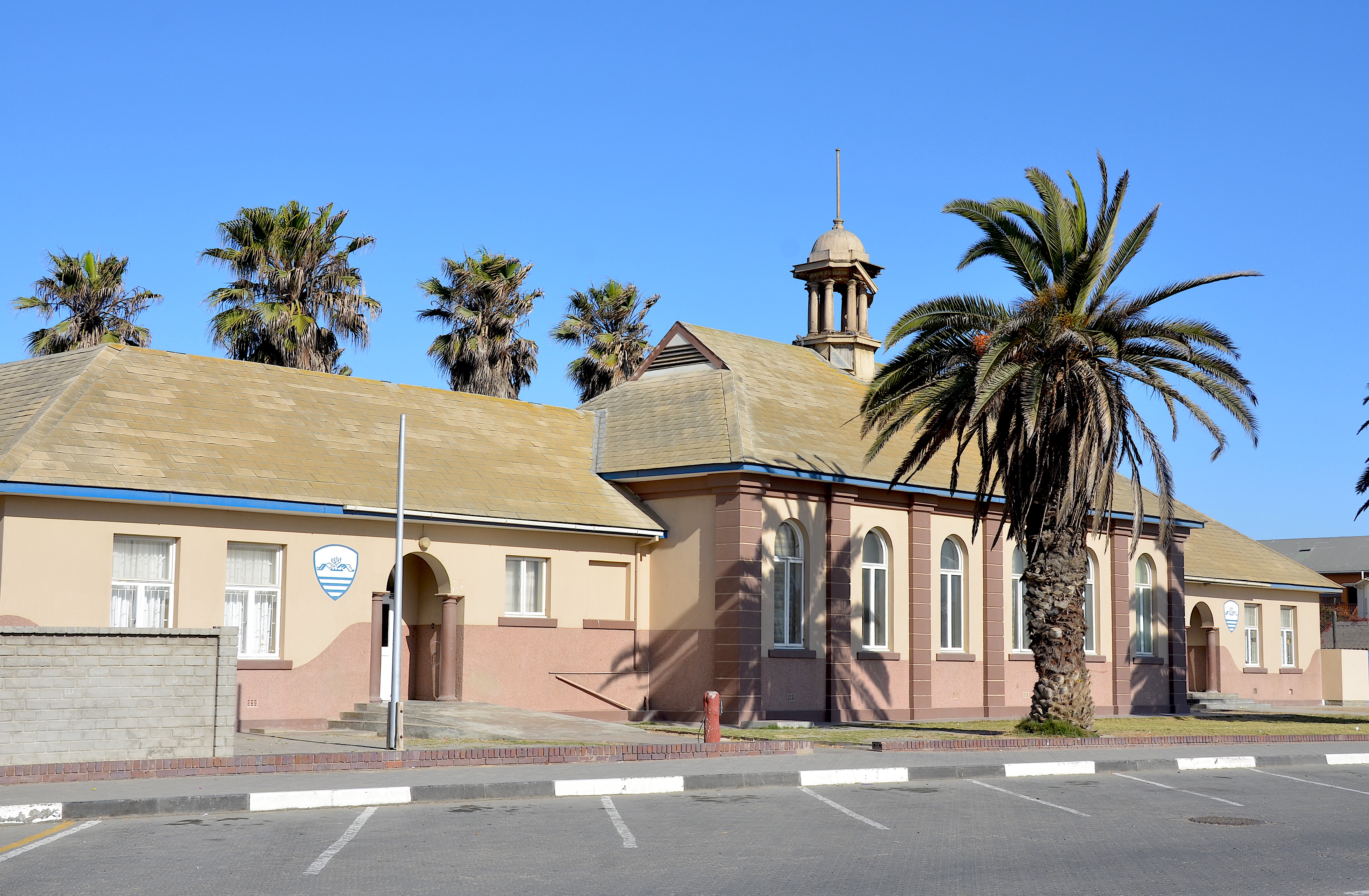
Escuela primaria de Swakopmund

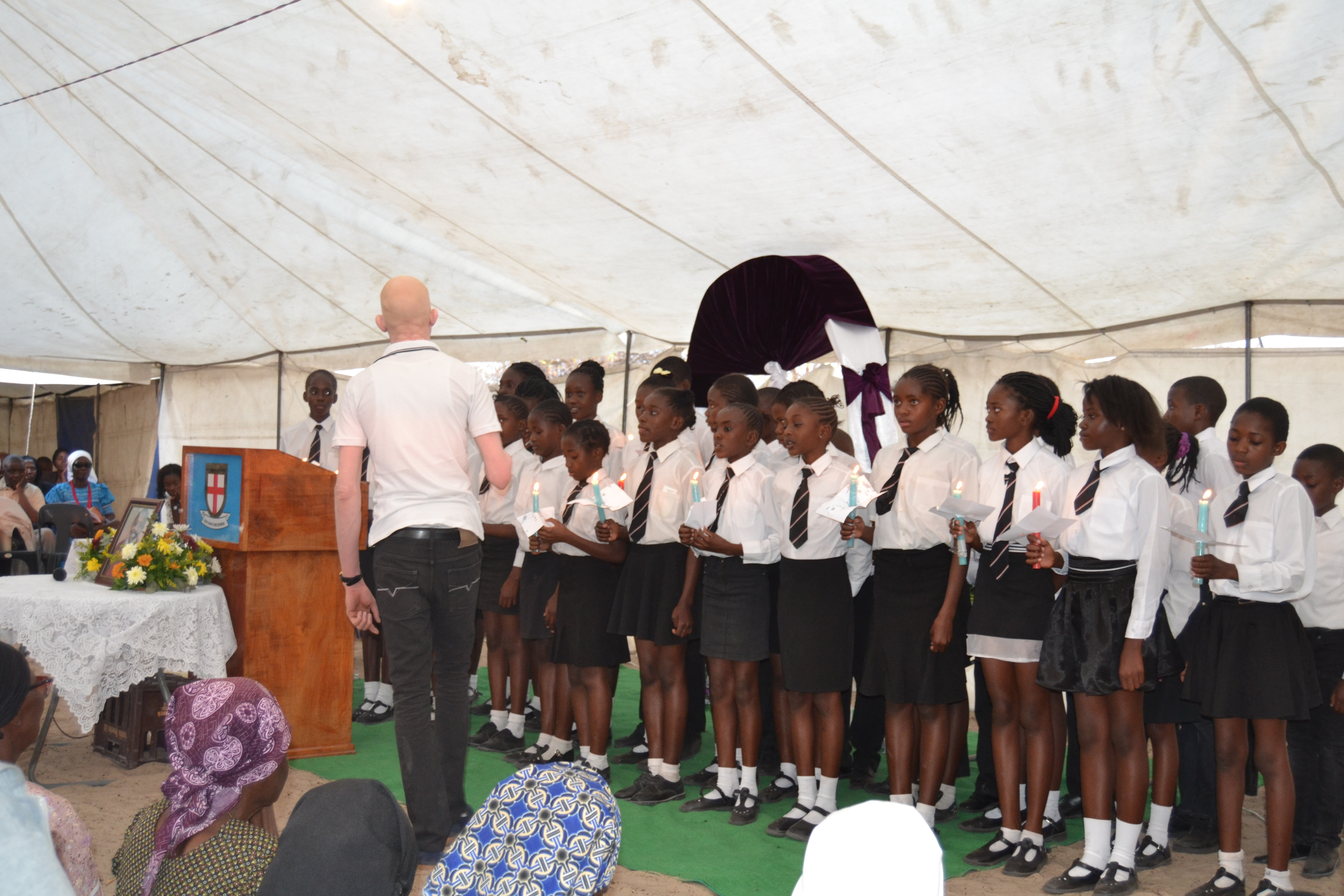
Coro infantil de una Escuela de Namibia

### Religión

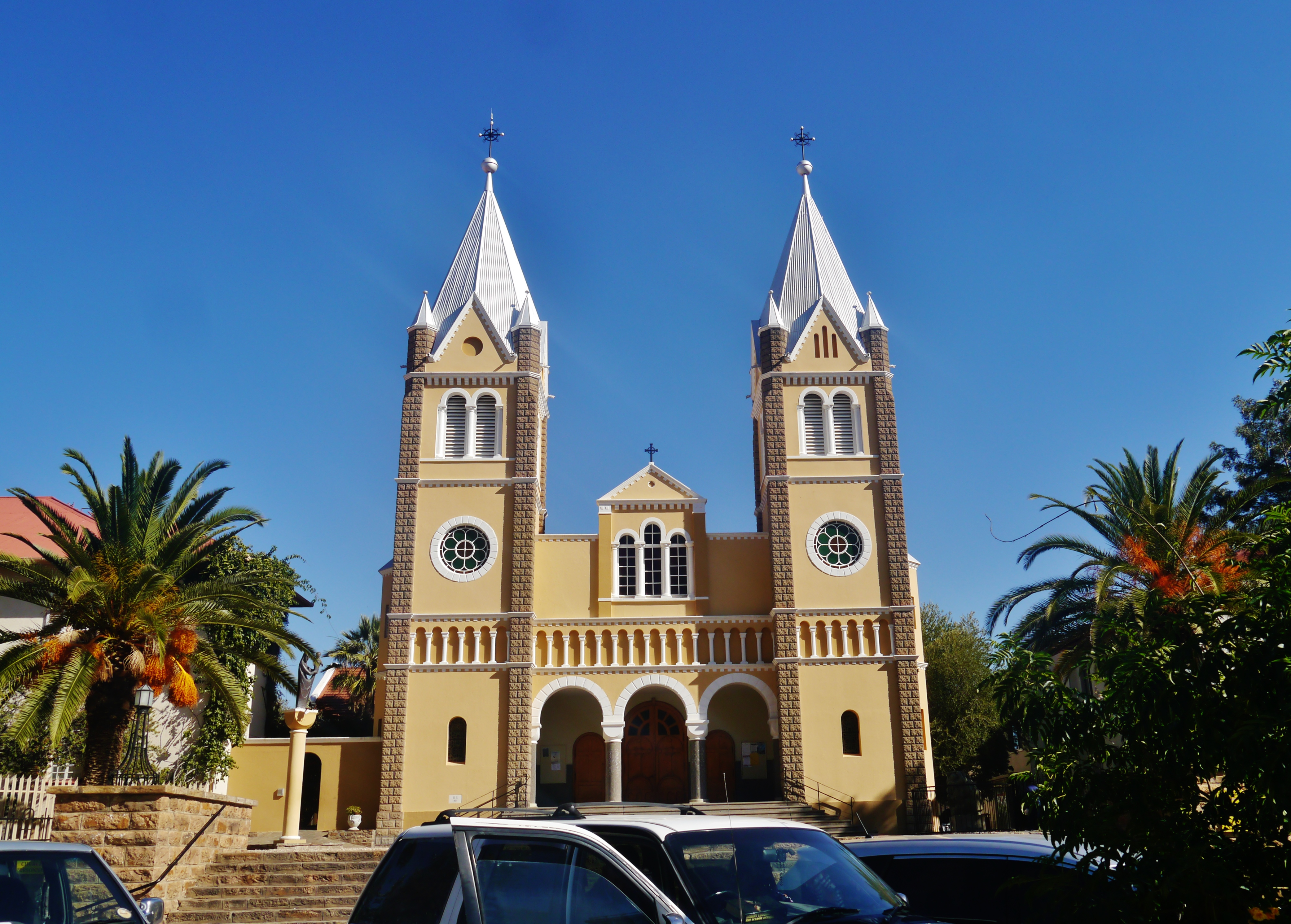
Catedral de Santa María en Windhoek

## Cultura

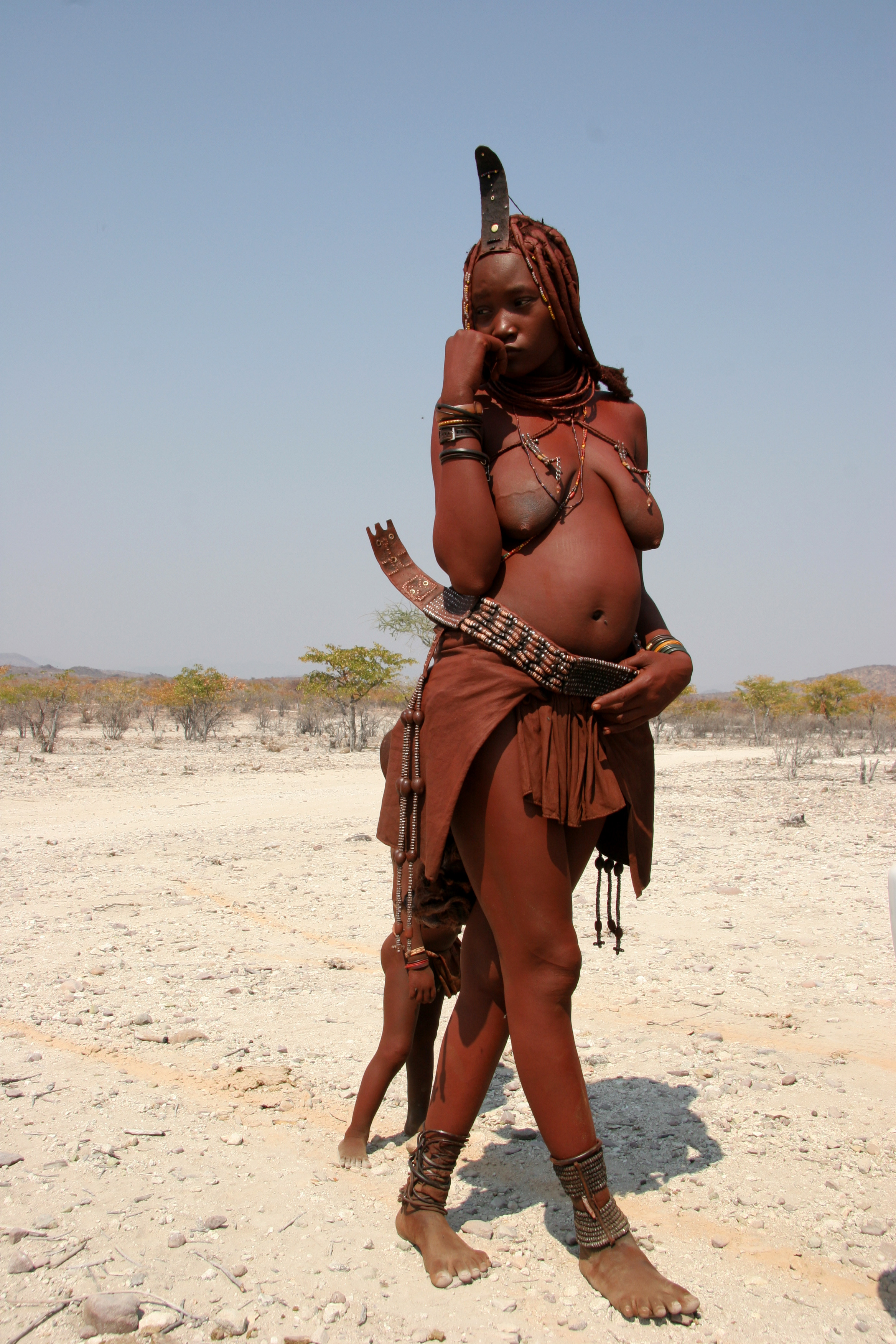
Una joven de la etnia himba en Namibia.

## Deporte

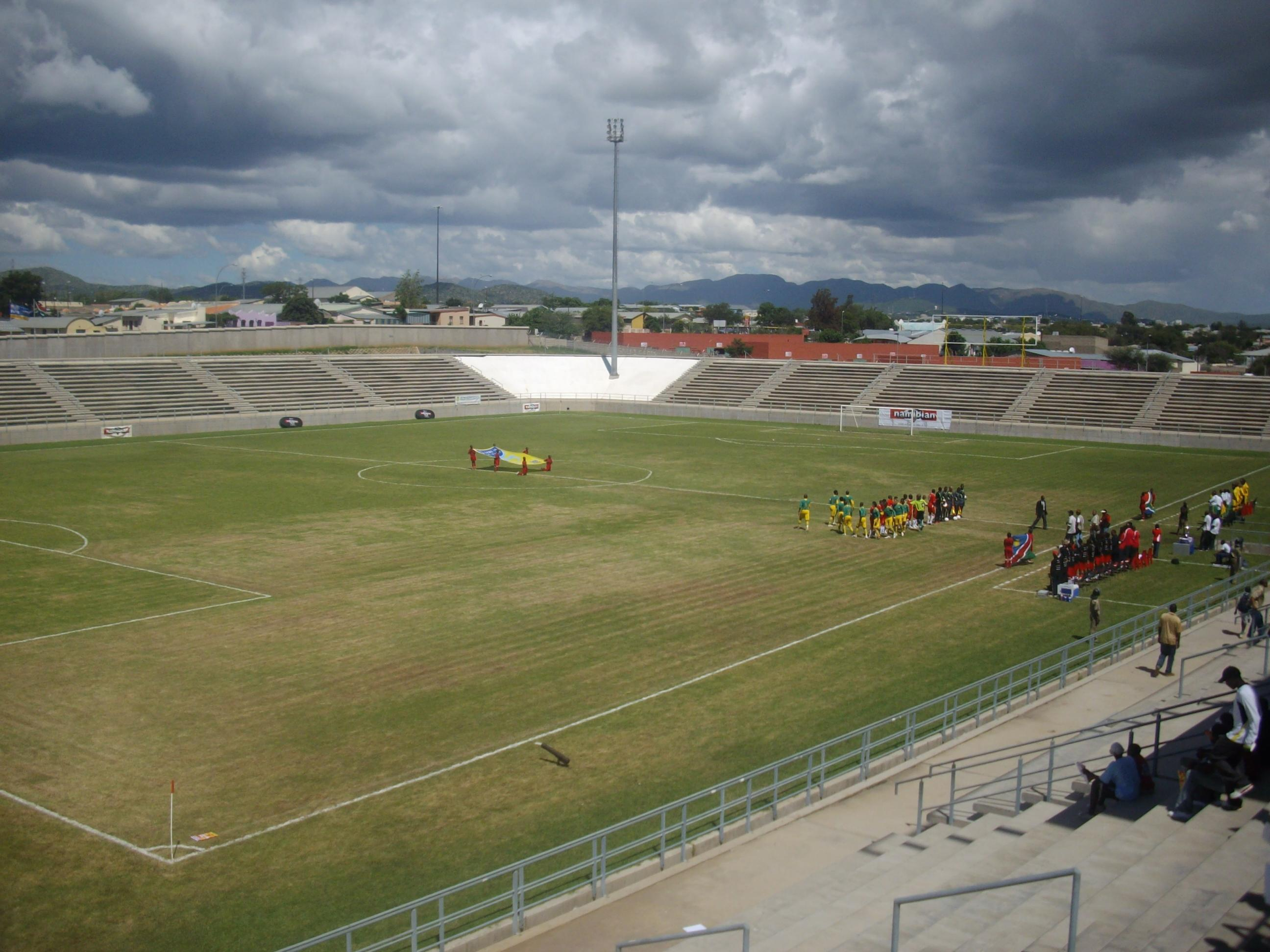
Estadio Sam Nujoma, en Windhoek.

### Rugby

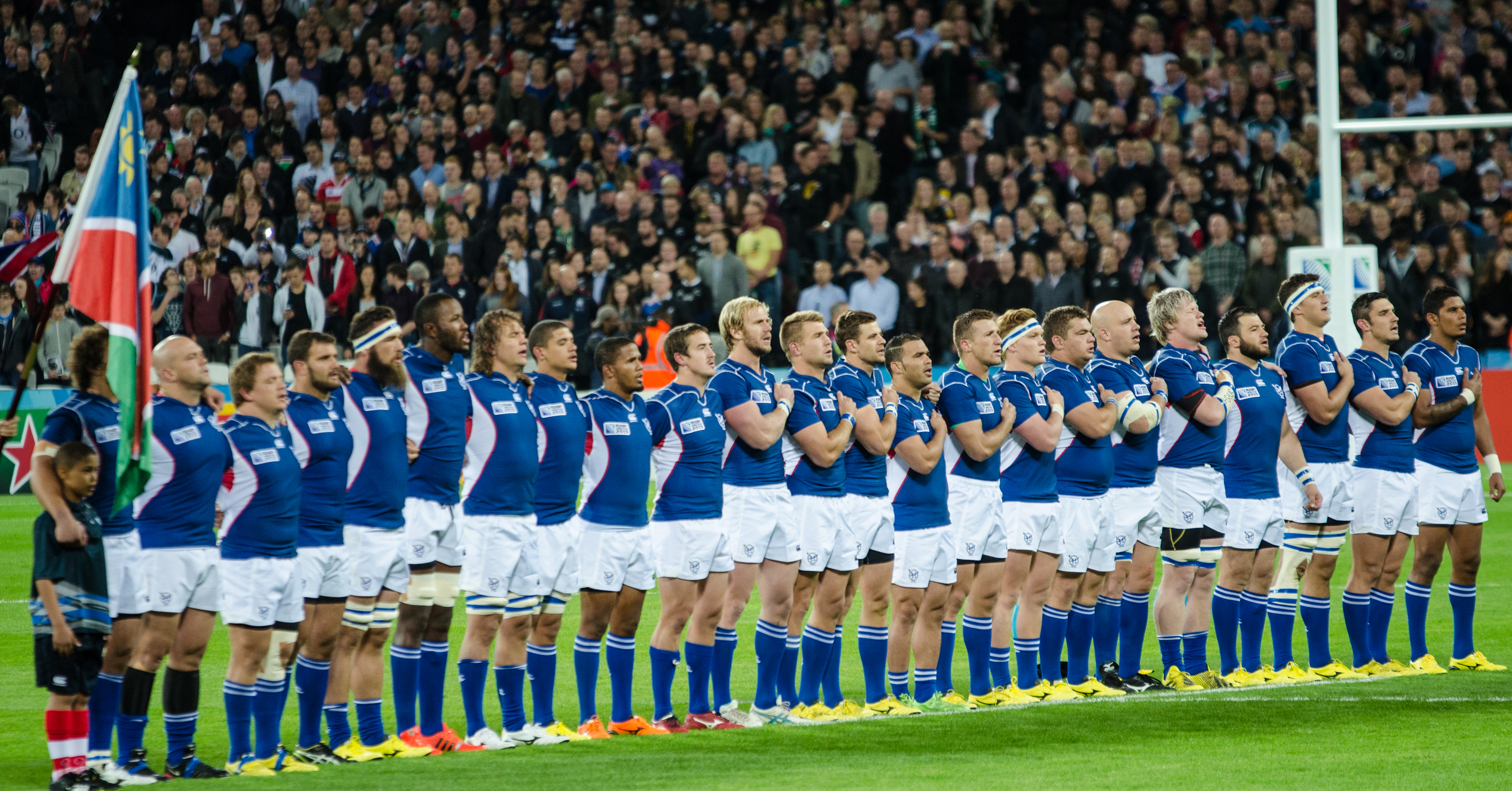
Selección nacional de Rugby de Namibia en la Copa Mundial de 2015

## Gobierno y política

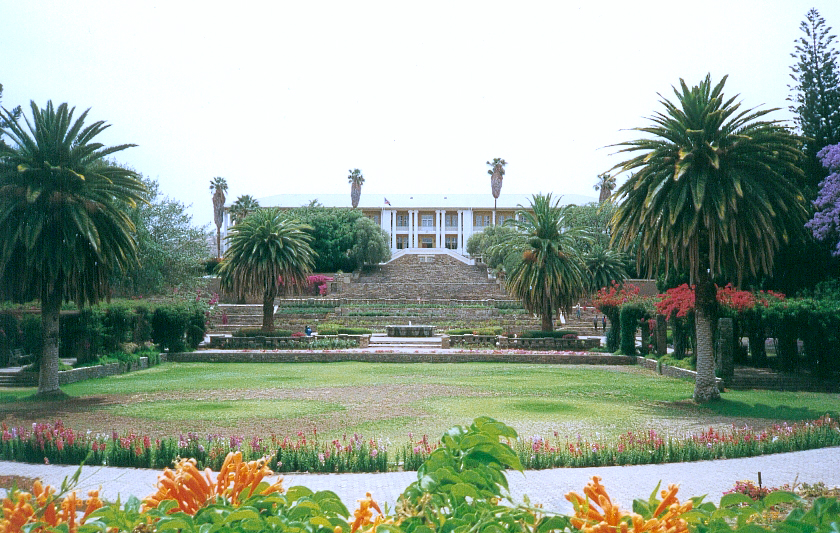
El Tintenpalast («Palacio de la Tinta»), sede del Parlamento de Namibia.

La constitución de Namibia entró en vigor el 21 de marzo de 1990 y desde entonces ha sido enmendada. Estipula elecciones a intervalos regulares, una economía de mercado, el respeto a los derechos humanos y la separación de poderes.
El presidente es jefe de Estado y de Gobierno. Es elegido por sufragio universal cada cinco años. El gobierno es dirigido por el primer ministro, que junto a su gabinete de ministros, es designado por el presidente. Hay un vicepresidente que sustituye al presidente cuando está ausente o enfermo. «En 1997 se creó el Consejo de Líderes Tradicionales como órgano asesor del presidente para cuestiones vinculadas con la aplicación del Derecho consuetudinario y la ejecución de políticas del Estado a nivel local. Estas Autoridades Tradicionales tienen competencias en el ámbito del uso de tierras comunales.»
El Parlamento de Namibia es bicameral, compuesto por el Consejo Nacional (National Council, cámara alta y de representación regional) y la Asamblea Nacional (National Assembly), la cámara baja. El Consejo Nacional tiene 42 escaños, ocupados por tres miembros de cada consejo regional que se eligen por los consejos regionales y tienen un mandato de seis años. La Asamblea Nacional comprende 96 miembros que se eligen cada cinco años por sufragio popular. Además tiene hasta ocho miembros nombrados por el presidente, pero sin derecho a votar.
La Asamblea es el principal cuerpo legislativo del país, teniendo al Consejo como órgano de apoyo en la toma de decisiones. La constitución vigente de 1990 es destacable por ser una de las primeras en incorporar la protección medioambiental en su texto. El mayor cuerpo judicial es la Corte Suprema (Supreme Court), cuyos jueces son designados por el presidente bajo la recomendación de la Comisión del Servicio Judicial (Judicial Service Comission).

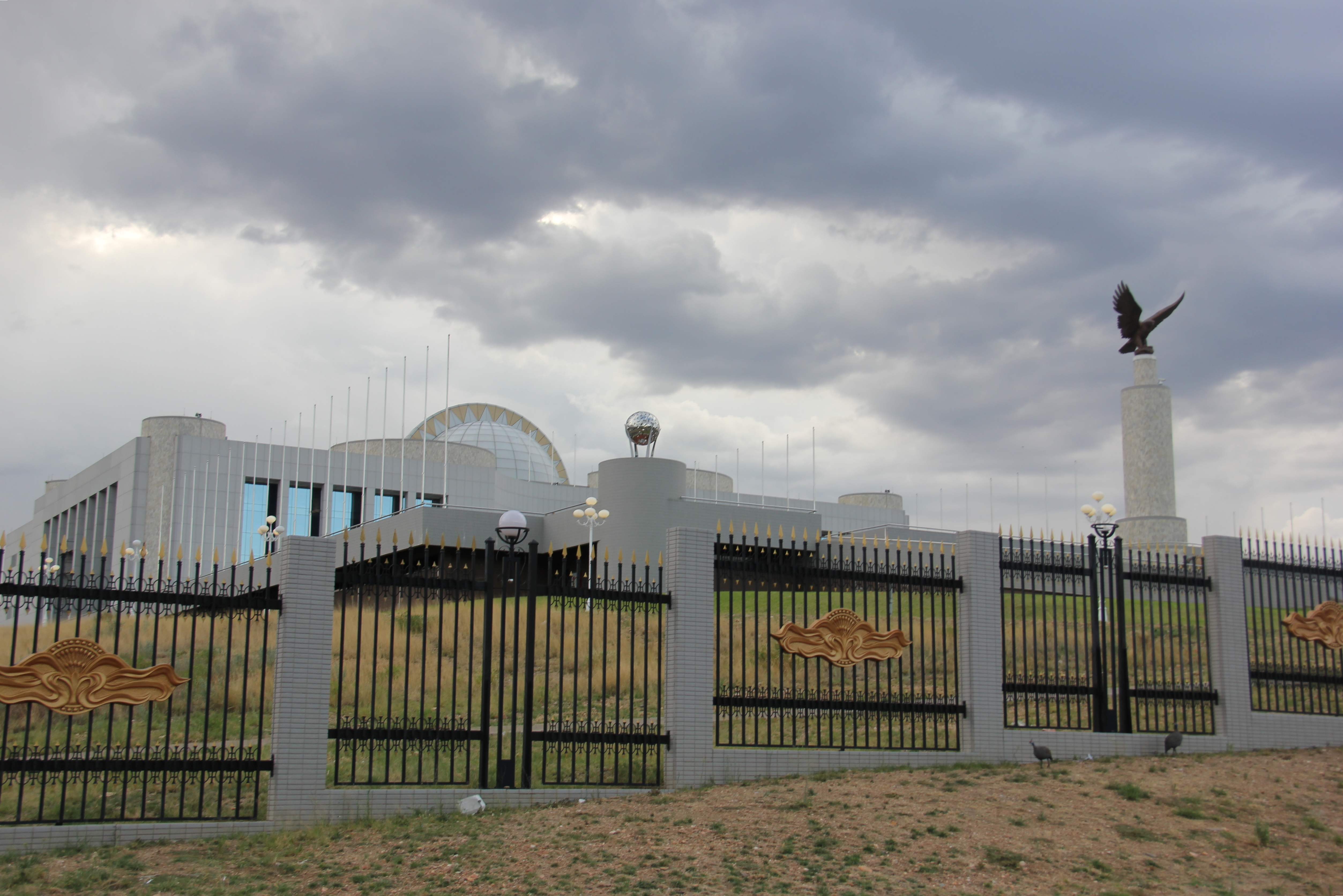
La State House (Casa del Estado) la residencia oficial del Presidente de Namibia, fue diseñada por una compañía de Corea del Norte

Desde que obtuvo su independencia en 1990, Namibia se ha convertido en miembro activo de varias organizaciones multinacionales, especialmente con el fin de estrechar sus lazos de apoyo económico, social y cultural con sus naciones vecinas. De esta forma, es miembro de la Comunidad de Desarrollo de África Austral (CDAA), la Unión Africana (UA), la Mancomunidad de Naciones y la Organización de las Naciones Unidas (ONU).
El partido político con mayor peso electoral tras la independencia ha sido el SWAPO (South-West Africa People's Organisation, en español Organización Popular del Sudoeste de África) que ejerce el gobierno desde 1989 y que en 2004 obtuvo el 75 % de los votos (55 escaños de 78 en la Asamblea Nacional).

### Derechos humanos
En materia de derechos humanos, respecto a la pertenencia a los siete organismos de la Carta Internacional de Derechos Humanos, que incluyen al Comité de Derechos Humanos (HRC),  ha firmado o ratificado:
| Bandera de ? | Tratados internacionales    | Tratados internacionales  | Tratados internacionales    | Tratados internacionales    | Tratados internacionales    | Tratados internacionales    | Tratados internacionales  | Tratados internacionales    | Tratados internacionales | Tratados internacionales    | Tratados internacionales  | Tratados internacionales | Tratados internacionales | Tratados internacionales | Tratados internacionales | Tratados internacionales  | Tratados internacionales | Tratados internacionales |
| --- | --------------------------- | ------------------------- | --------------------------- | --------------------------- | --------------------------- | --------------------------- | ------------------------- | --------------------------- | ------------------------ | --------------------------- | ------------------------- | ------------------------ | ------------------------ | ------------------------ | ------------------------ | ------------------------- | ------------------------ | ------------------------ |
| Bandera de ? | CESCR                       | CESCR                     | CCPR                        | CCPR                        | CCPR                        | CERD                        | CED                       | CEDAW                       | CEDAW                    | CAT                         | CAT                       | CRC                      | CRC                      | CRC                      | CRC                      | MWC                       | CRPD                     | CRPD                     |
| Bandera de ? | CESCR                       | CESCR-OP                  | CCPR                        | CCPR-OP1                    | CCPR-OP2-DP                 | CERD                        | CED                       | CEDAW                       | CEDAW-OP                 | CAT                         | CAT-OP                    | CRC                      | CRC-OP-AC                | CRC-OP-SC                | CRC-OP-CP                | MWC                       | CRPD                     | CRPD-OP                  |
| Pertenencia | Firmado pero no ratificado. | Ni firmado ni ratificado. | Firmado pero no ratificado. | Firmado pero no ratificado. | Firmado pero no ratificado. | Firmado pero no ratificado. | Ni firmado ni ratificado. | Firmado pero no ratificado. | Firmado y ratificado.    | Firmado pero no ratificado. | Ni firmado ni ratificado. | Sin información.         | Sin información.         | Sin información.         | Sin información.         | Ni firmado ni ratificado. | Firmado y ratificado.    | Firmado y ratificado.    |
| Firmado y ratificado, firmado, pero no ratificado, ni firmado ni ratificado, sin información, ha accedido a firmar y ratificar el órgano en cuestión, pero también reconoce la competencia de recibir y procesar comunicaciones individuales por parte de los órganos competentes. |                             |                           |                             |                             |                             |                             |                           |                             |                          |                             |                           |                          |                          |                          |                          |                           |                          |                          |

Namibia es considerado por algunas fuentes como uno de los países más libres y democráticos de África, con un gobierno que mantiene y protege los derechos humanos y las libertades básicas. Sin embargo, la corrupción gubernamental y el hacinamiento en las cárceles son problemas importantes. Además, no se permite la libre circulación de los refugiados.
La ley no se hace cumplir, pero los actos homosexuales son ilegales en Namibia. La discriminación, así como la intolerancia, contra las personas LGBT están muy extendidas. Algunos funcionarios del gobierno de Namibia y figuras de alto perfil, como el defensor del Pueblo de Namibia, John Walters, y la primera dama, Monica Geingos, han pedido que la sodomía y la homosexualidad sean despenalizadas y están a favor de los derechos LGBT.
En noviembre de 2018, se informó de que el 32 % de las mujeres de entre 15 y 49 años experimentaban violencia y maltrato doméstico por parte de sus cónyuges/parejas y el 29,5 % de los hombres creen que el maltrato físico hacia su esposa/pareja es aceptable. La Constitución de Namibia garantiza los derechos, las libertades y la igualdad de trato de las mujeres en Namibia y SWAPO, el partido gobernante en Namibia, ha adoptado un «sistema cebra», que garantiza un equilibrio justo de ambos géneros en el gobierno y una representación equitativa de las mujeres en el gobierno de Namibia.

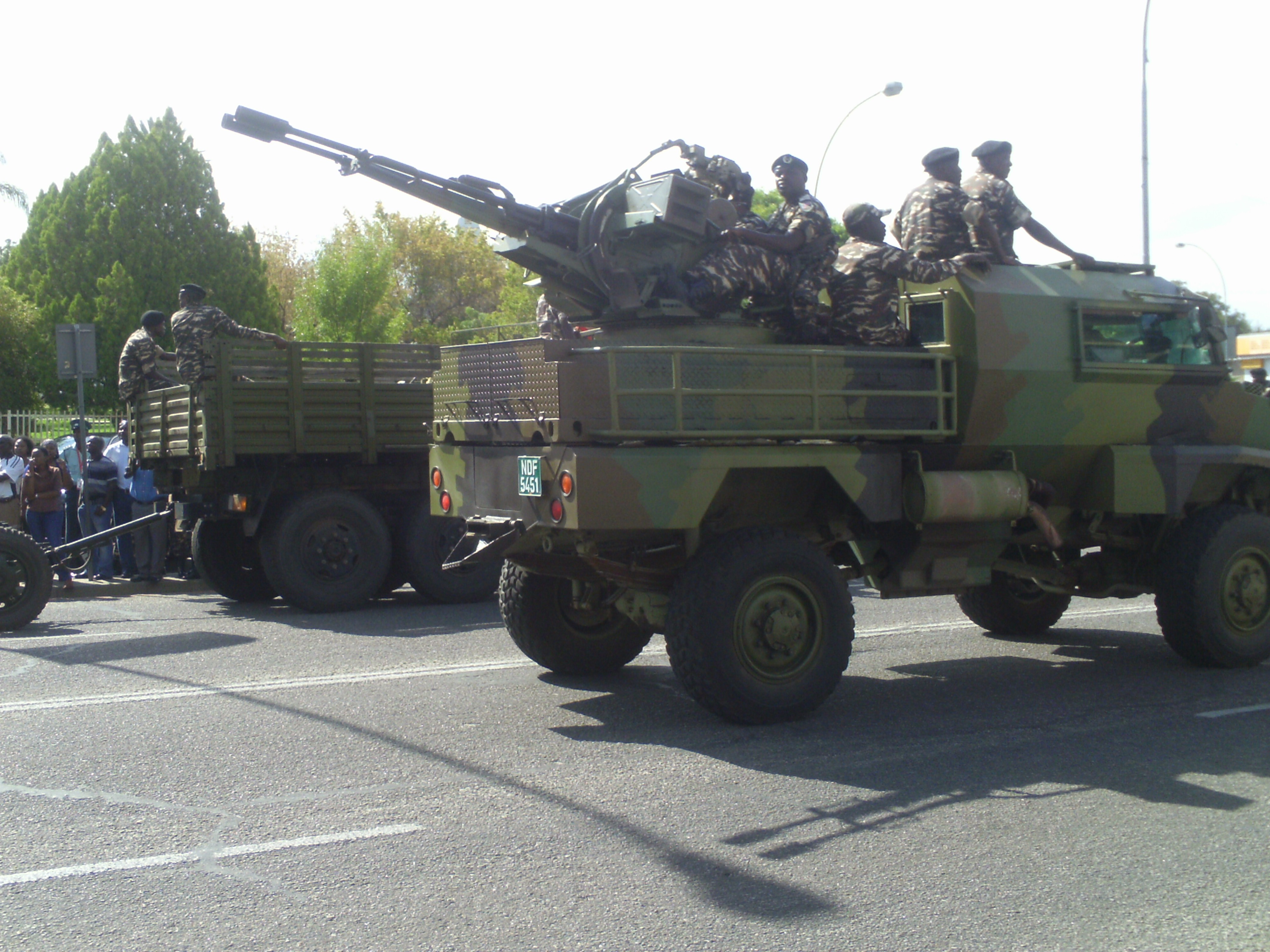
Oficiales del ejército namibio armados con un cañón de defensa antiaérea

### Defensa
A principios de 2020, el Global Firepower Index (GFP) informó de que el ejército de Namibia está clasificado como uno de los más modestos del mundo, en el puesto 126 de 137 países. Entre los 34 países africanos, Namibia también ocupa el puesto 28. A pesar de ello, el gasto del Gobierno en el Ministerio de Defensa se situó en 5885 millones de dólares namibios (un 1,2 % menos que en el ejercicio anterior). Con cerca de 6000 millones de dólares namibios (411 millones de dólares en 2021), el Ministerio de Defensa recibe la cuarta mayor cantidad de dinero del Gobierno por ministerio.
Namibia no tiene enemigos en la región, aunque se ha visto envuelta en varias disputas sobre fronteras y planes de construcción.

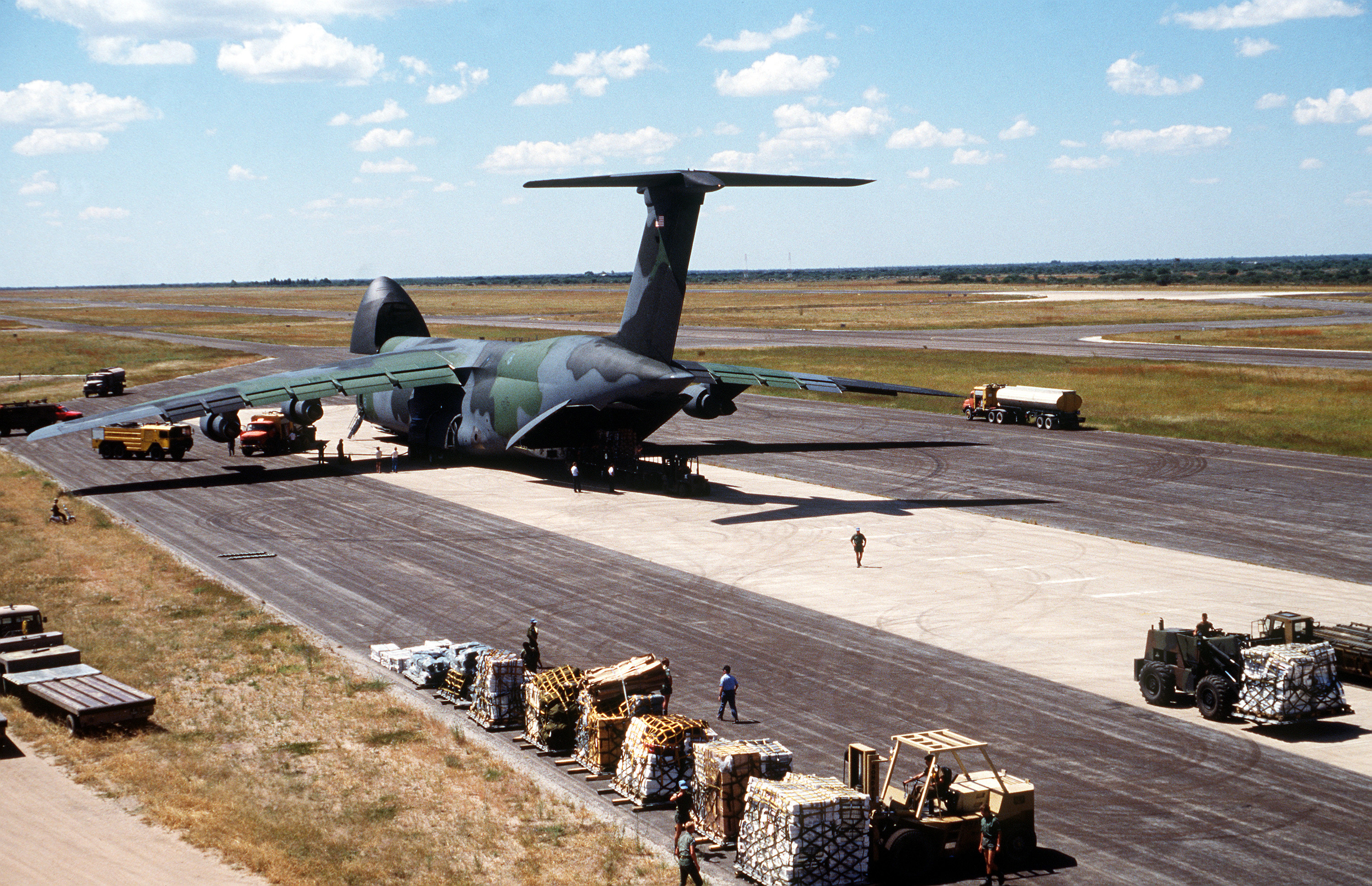
Base aérea de Grootfontein, Namibia

La constitución namibia define el papel del ejército como «defender el territorio y los intereses nacionales». Namibia formó la Fuerza de Defensa de Namibia (NDF), integrada por antiguos enemigos en una guerra de maleza de 23 años: el Ejército Popular de Liberación de Namibia (PLAN) y la Fuerza Territorial del Sudoeste de África (SWATF). Los británicos formularon el plan de integración de estas fuerzas y empezaron a entrenar al NDF, que consta de un pequeño cuartel general y cinco batallones.
El batallón de infantería keniano del Grupo de Asistencia de Transición de las Naciones Unidas (UNTAG) permaneció en Namibia durante tres meses después de la independencia para ayudar a entrenar a las NDF y estabilizar el norte. Según el Ministerio de Defensa de Namibia, los alistamientos de hombres y mujeres no superarán los 7500 efectivos.
El jefe de las Fuerzas de Defensa de Namibia es el vicemariscal del Aire Martin Kambulu Pinehas (con efecto a partir del 1 de abril de 2020).
En 2017, Namibia firmó el tratado de la ONU sobre la Prohibición de las Armas Nucleares.

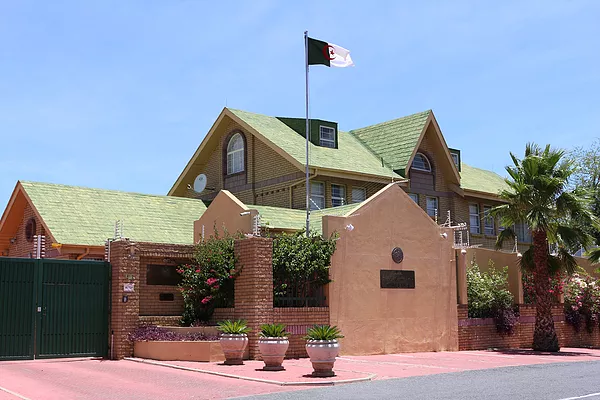
Embajada de Argelia en Namibia

### Política Exterior
Namibia sigue una política exterior en gran medida independiente, con fuertes afiliaciones con Estados que ayudaron a la lucha por la independencia, como Libia y Cuba.
En África, Namibia ha participado en conflictos en la vecina Angola y en la República Democrática del Congo.
El 23 de abril de 1990, tras su independencia, Namibia se convirtió en el 160.º miembro de las Naciones Unidas.
Con un ejército pequeño y una economía en desarrollo, la principal preocupación del Gobierno de Namibia en política exterior es estrechar lazos en la región del África Austral. Namibia, miembro dinámico de la Comunidad para el Desarrollo del África Austral, es un firme defensor de una mayor integración regional.
Namibia está implicada en varias disputas internacionales de menor importancia.

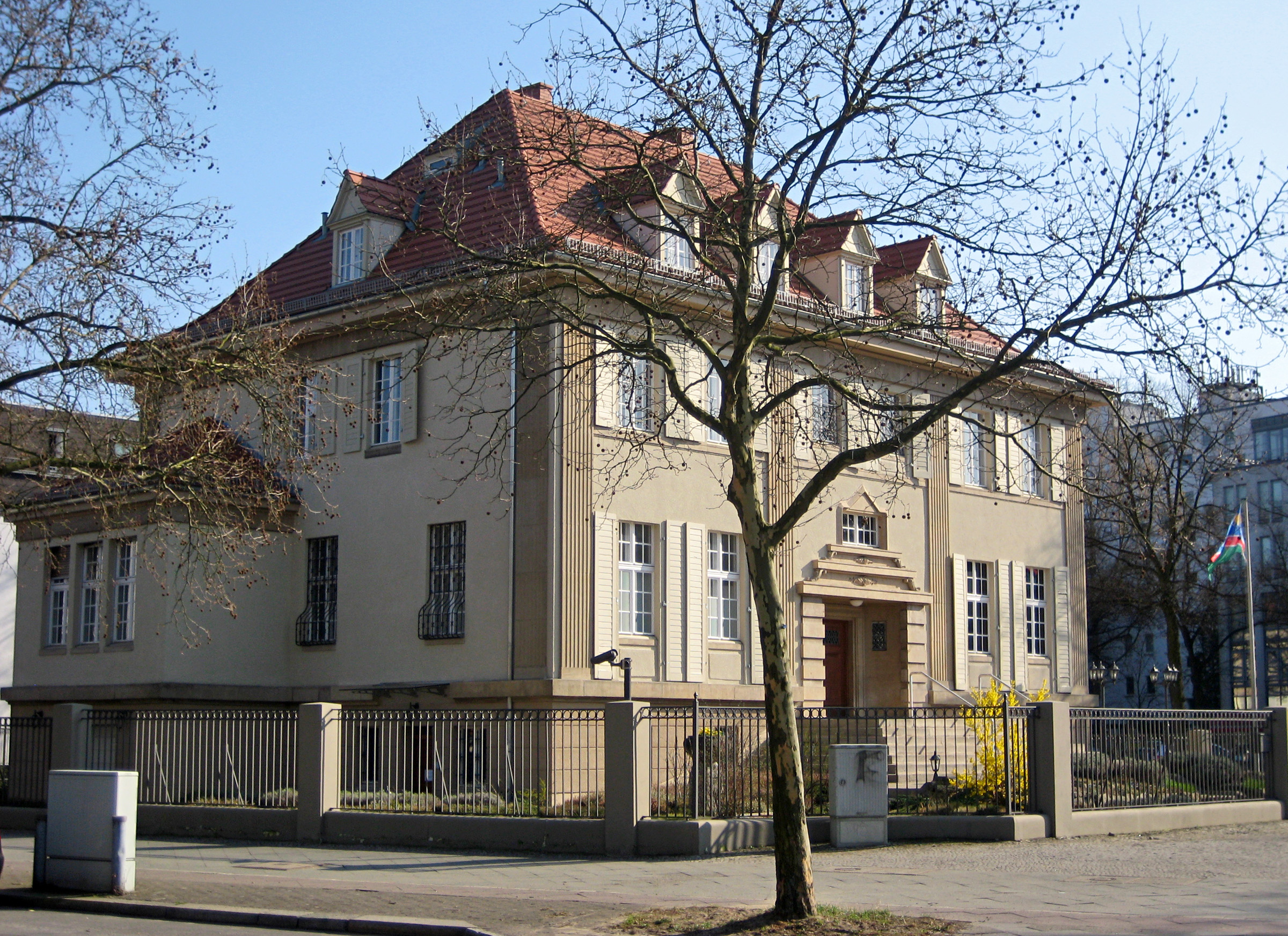
Embajada de Namibia en Berlín, Alemania

- Embajada de Namibia en Berlín, AlemaniaComisión establecida con Botsuana para resolver pequeñas disputas residuales a lo largo de la franja de Caprivi, incluidas las marismas de Situngu a lo largo del río Linyanti.
- Residentes de Botsuana protestan contra el proyecto de Namibia de construir una presa hidroeléctrica en las cataratas de Popa.
- Disputa gestionada con Sudáfrica sobre la ubicación de la frontera en el río Orange
- Sigue latente la disputa donde convergen las fronteras de Botsuana, Namibia, Zambia y Zimbabue
- Rebeldes y refugiados angoleños siguen residiendo en Namibia

En 1999, Namibia firmó un pacto de defensa mutua con su vecino del norte, Angola. Esto afectó a la guerra civil angoleña que se libra desde la independencia de Angola con respecto a Portugal en 1975. El partido gobernante de Namibia, la SWAPO, quería apoyar al partido gobernante en Angola, el MPLA, en su lucha contra el movimiento rebelde UNITA, cuyo bastión está en el sur de Angola, en la frontera con Namibia. El pacto de defensa permitía a las tropas angoleñas utilizar territorio namibio cuando atacaran a UNITA.

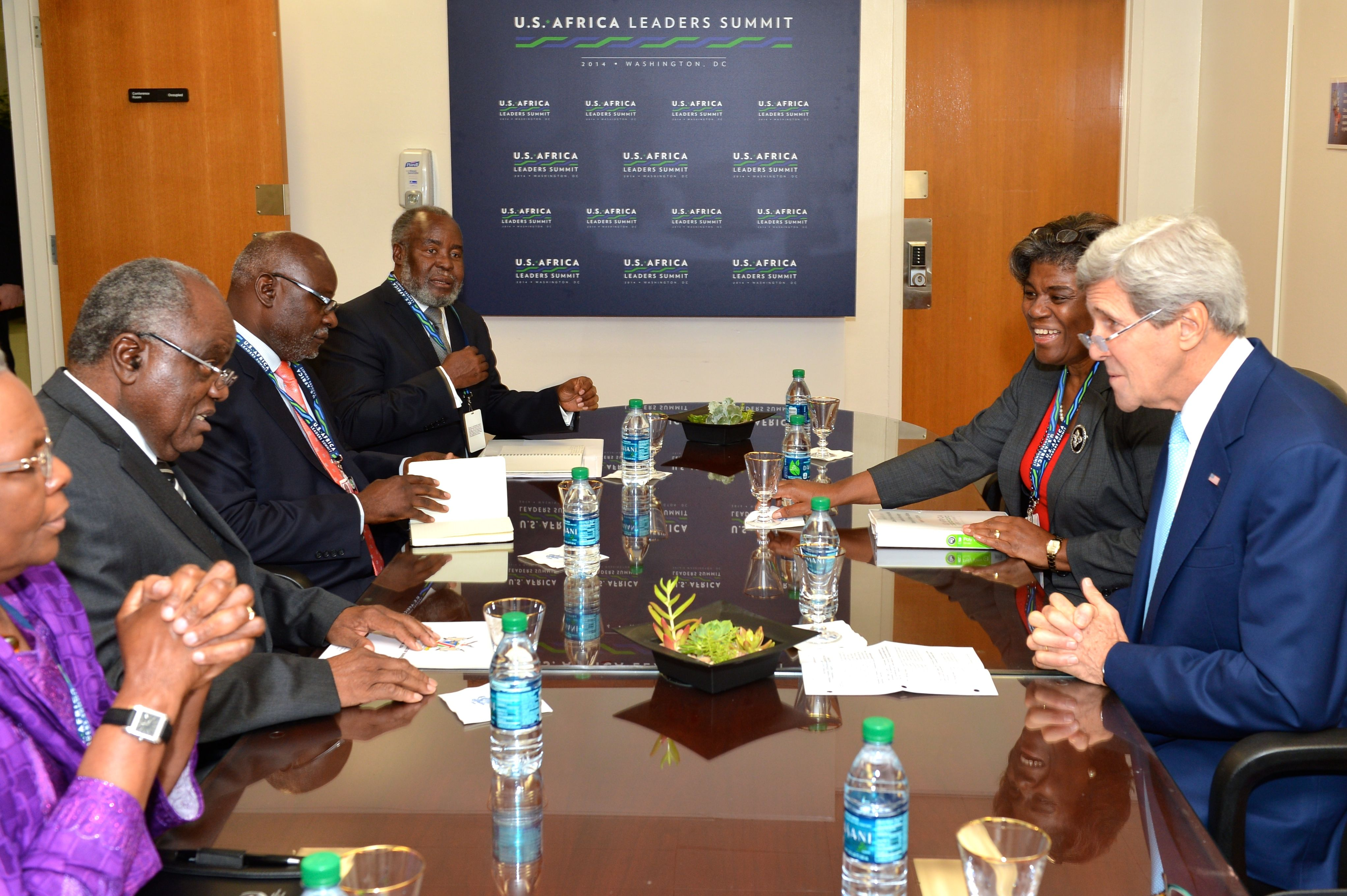
El Secretario de Estado de Estados Unidos con el presidente de Namibia en 2014

Tras su independencia en 1990, la economía de Namibia seguía vinculada a la de Sudáfrica. En la actualidad la economía de Namibia sigue estrechamente relacionada con la de Sudáfrica, tanto a través de relaciones institucionales (la Unión Aduanera del África Austral, por ejemplo) como de concesiones mineras de propiedad privada. El rand sudafricano sigue siendo moneda de curso legal en Namibia, mientras que el dólar namibio no lo es en Sudáfrica y ambas monedas se negocian a la par a nivel local.
Las relaciones entre Estados Unidos y Namibia son buenas y siguen mejorando. Caracterizadas por los valores democráticos compartidos, el compromiso con el Estado de Derecho y el respeto de los derechos humanos, la relación bilateral se ha fortalecido a través de los lazos comerciales y los programas de ayuda de Estados Unidos. Namibia ha aprovechado las oportunidades creadas por la AGOA. Actualmente, los países de la SACU y EE. UU. están negociando un Acuerdo de Cooperación en materia de Comercio, Inversión y Desarrollo,
Las relaciones gubernamentales con China se establecieron por primera vez al día siguiente de la independencia de Namibia, pero las relaciones con los movimientos independentistas namibios se remontan a los años 60. China y Namibia han desarrollado estrechas relaciones económicas, y el comercio entre ambos países se duplicó entre 2003 y 2006. Durante una visita en febrero de 2007, el presidente chino Hu Jintao prometió a Namibia «1000 millones de yuanes de préstamos en condiciones favorables, 100 millones de dólares estadounidenses de crédito preferencial para compradores de exportaciones, 30 millones de yuanes de subvenciones y 30 millones de yuanes de préstamos sin intereses...»

## Organización político-administrativa
Namibia está dividida en las siguientes 14 regiones después de la división de la región de Kavango el año 2013:

Mapa de Namibia

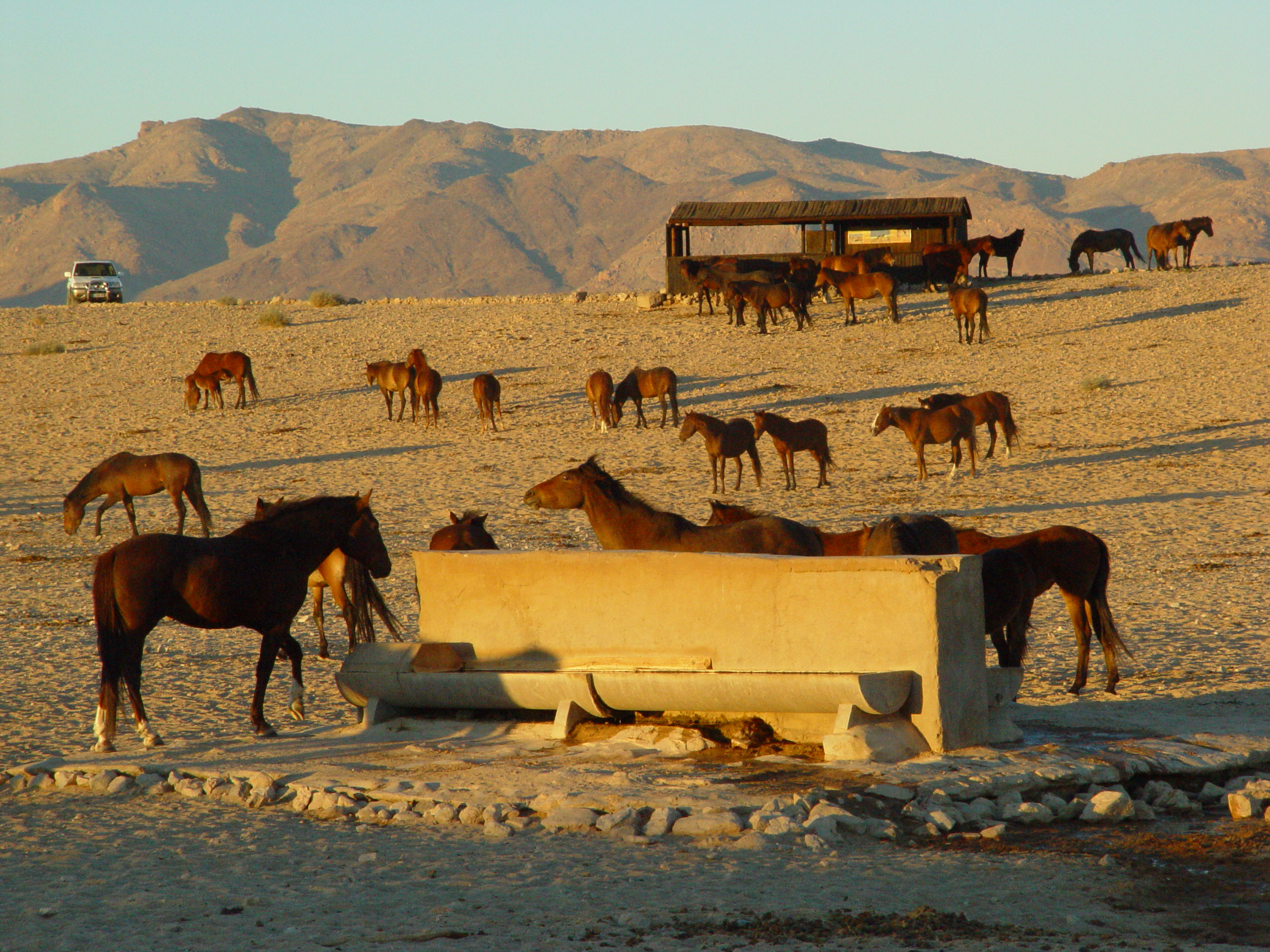
Caballos salvajes en Garup, en la región de Karas, al sur de Namibia

1. Kunene
2. Omusati
3. Oshana
4. Ohangwena
5. Oshikoto
6. Kavango del Oeste
7. Kavango del Este
8. Zambezi
9. Erongo
10. Otjozondjupa
11. Omaheke
12. Khomas
13. Hardap
14. Karas

## Geografía

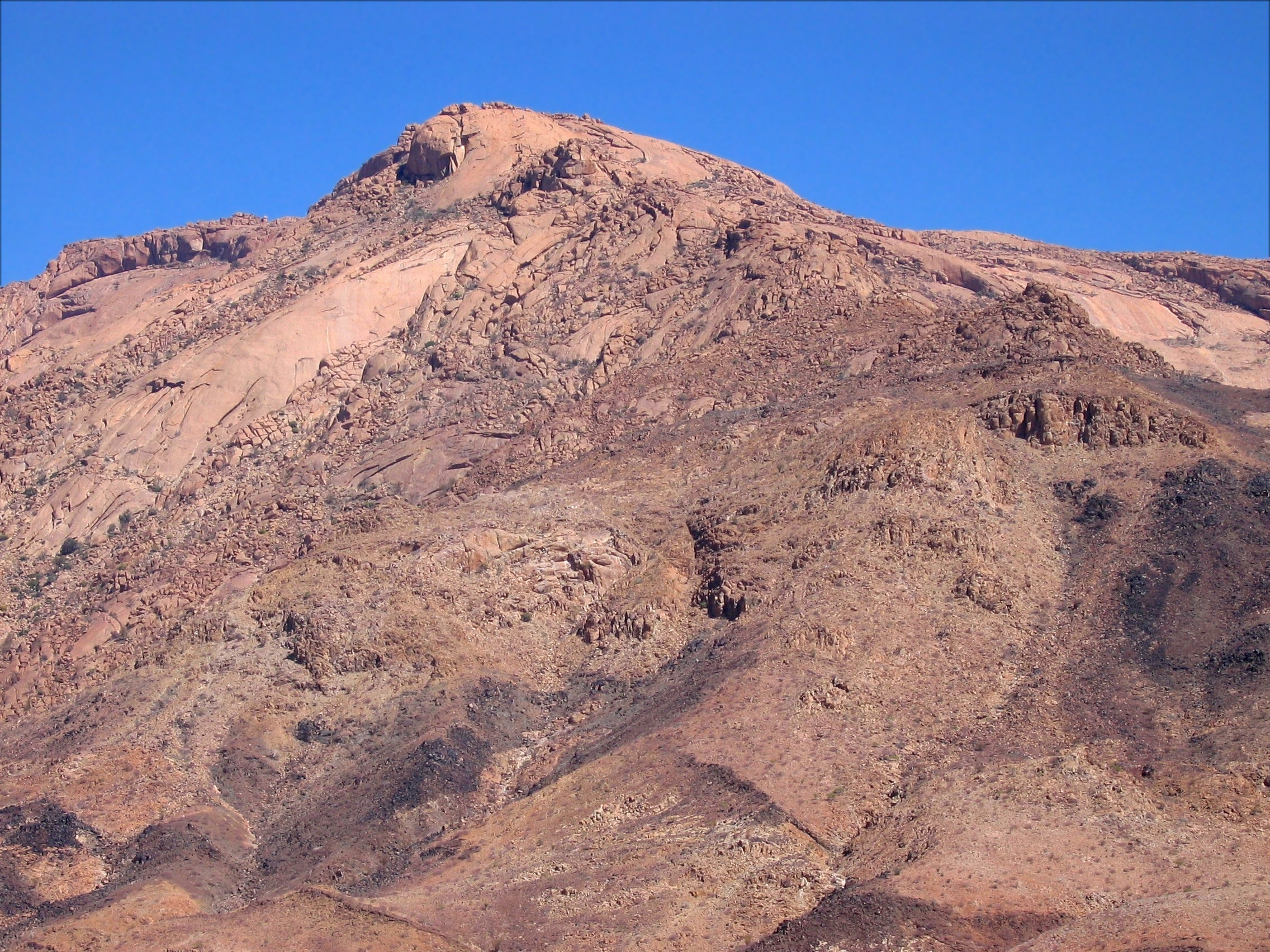
Montaña Brandberg.

Ciudades principales: Windhoek (250 000 habitantes), Swakopmund, Walvis Bay, Okahandja, Otjiwarongo, Katima Mulilo.
Entre sus cumbres más elevadas se encuentran las montañas Spitzkoppe y Brandberg.
Namibia se localiza en una zona desértica dominada por el desierto del Namib, que da nombre al país, y salvo la zona norte, es un lugar seco y desértico con escasa precipitación pluvial. En dicha zona del norte se encuentra el parque nacional Etosha, uno de los más grandes del mundo y destacable por su gran diversidad vegetal y animal de especies características de la sabana africana. El desierto del Kalahari se extiende por el este de Namibia.
- Punto más alto: Konigstein (2606 m)
- Punto más bajo: Fosa Kongrascheeg´s (-1563 m)

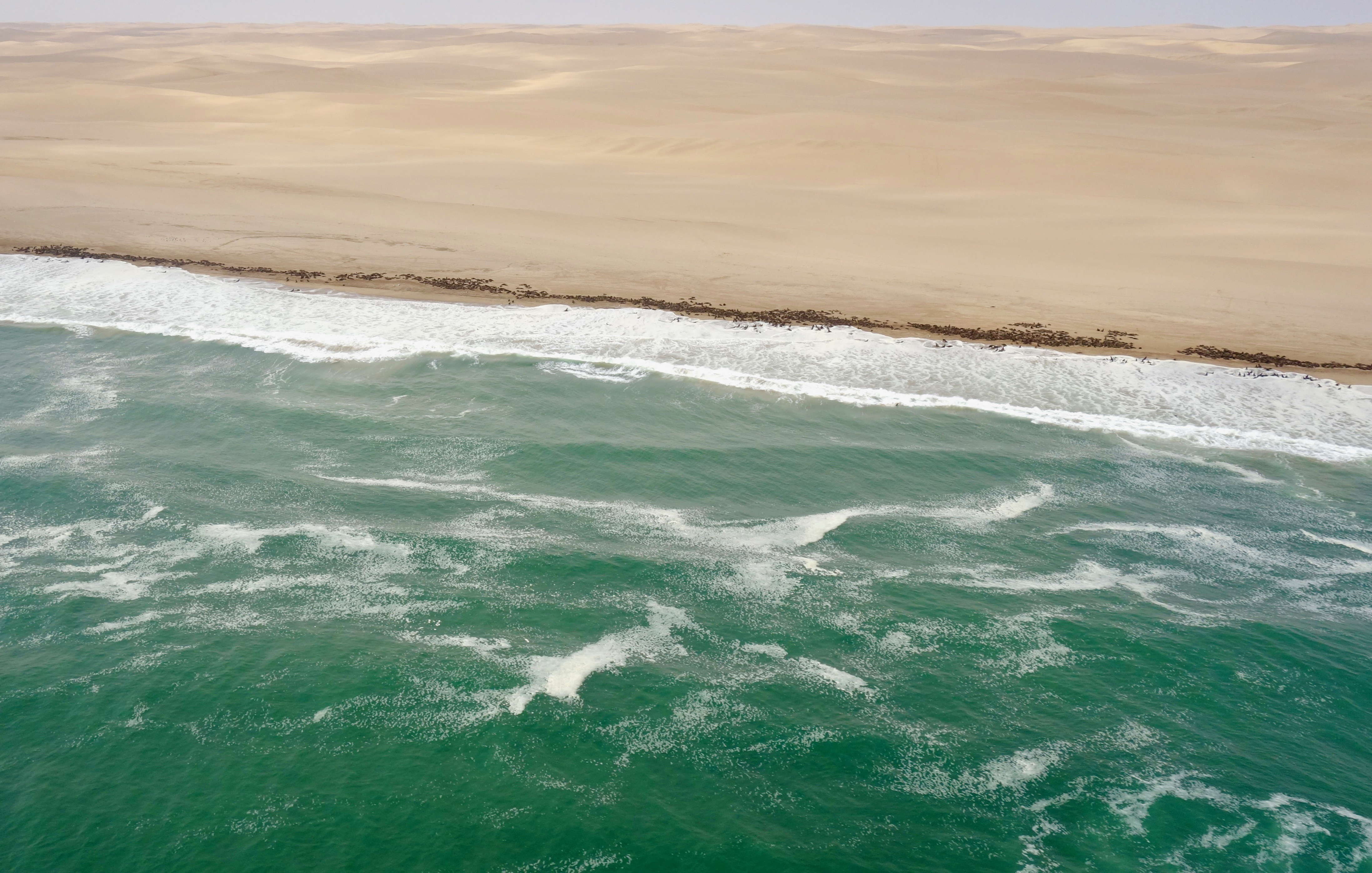
Playa de Namibia en la llamada Costa del Esqueleto

### Clima
Namibia se extiende entre los 17°S y los 25°S de latitud: climáticamente es la franja del Cinturón de Altas Presiones Subtropicales. Su descripción climática general es árida, descendiendo desde el subhúmedo [precipitaciones medias superiores a 500 mm], pasando por el semiárido [entre 300 y 500 mm] (que abarca la mayor parte del Kalahari sin agua) y el árido [de 150 a 300 mm] (estas tres regiones se encuentran en el interior de la escarpa occidental), hasta la llanura costera hiperárida [menos de 100 mm]. Las temperaturas máximas están limitadas por la altitud global de toda la región: sólo en el extremo sur, Warmbad por ejemplo, se registran máximas superiores a 40 °C.
Normalmente, el cinturón de altas presiones subtropicales, con frecuentes cielos despejados, proporciona más de 300 días de sol al año. Está situado en el extremo sur de los trópicos; el Trópico de Capricornio corta el país aproximadamente por la mitad. El invierno (junio-agosto) suele ser seco. En verano se producen las dos estaciones lluviosas: la pequeña, entre septiembre y noviembre, y la grande, entre febrero y abril. La humedad es baja, y las precipitaciones medias varían desde casi cero en el desierto costero hasta más de 600 mm en la franja de Caprivi. Las precipitaciones son muy variables, y las sequías son frecuentes. En el verano de 2006/07 se registraron precipitaciones muy por debajo de la media anual. En mayo de 2019, Namibia declaró el estado de emergencia en respuesta a la sequía, la mayor del siglo y lo prorrogó 6 meses más en octubre de 2019.

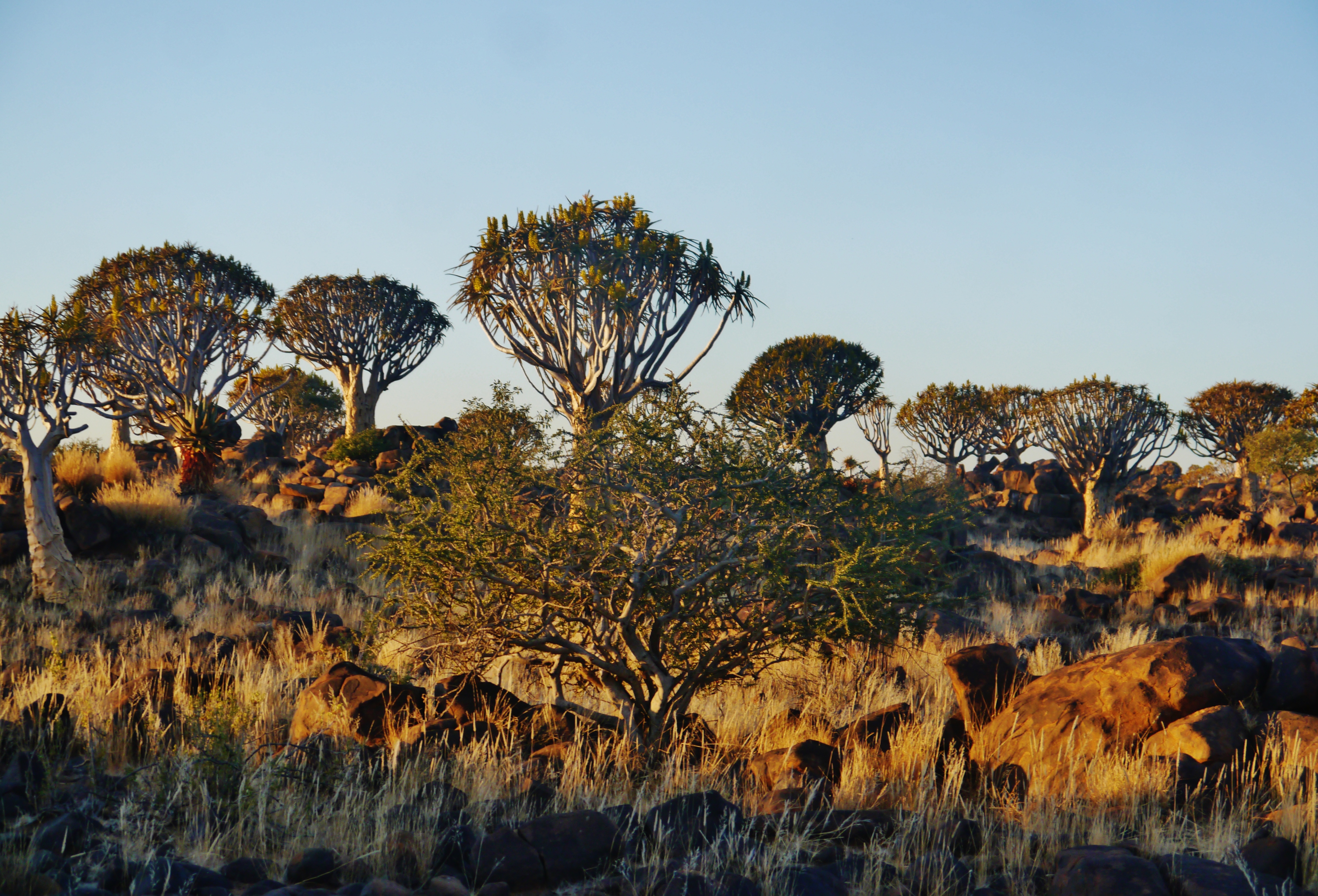
Bosque de árboles de Carcaj, Namibia

El tiempo y el clima en la zona costera están dominados por la corriente fría de Benguela, que fluye hacia el norte desde el océano Atlántico, lo que provoca precipitaciones muy bajas (50 mm (2 in) al año o menos), niebla densa frecuente y temperaturas en general más bajas que en el resto del país. En invierno, ocasionalmente se produce una condición conocida como Bergwind (en alemán, «viento de montaña») u Oosweer (en afrikáans, «tiempo del este»), un viento cálido y seco que sopla desde el interior hacia la costa. Como la zona detrás de la costa es un desierto, estos vientos pueden convertirse en tormentas de arena, dejando depósitos de arena en el océano Atlántico que son visibles en las imágenes de satélite.
Las zonas de la meseta central y el Kalahari tienen amplios rangos de temperatura diurna de hasta 30C (54F).
Efundja, la inundación estacional anual de las zonas septentrionales del país, suele causar no sólo daños a las infraestructuras, sino también la pérdida de vidas. Las lluvias que provocan estas inundaciones se originan en Angola, desembocan en la cuenca Cuvelai-Etosha de Namibia y llenan las oshanas (Oshiwambo: llanuras aluviales) allí existentes. Las peores inundaciones hasta la fecha se produjeron en marzo de 2011 y desplazaron a 21.000 personas.

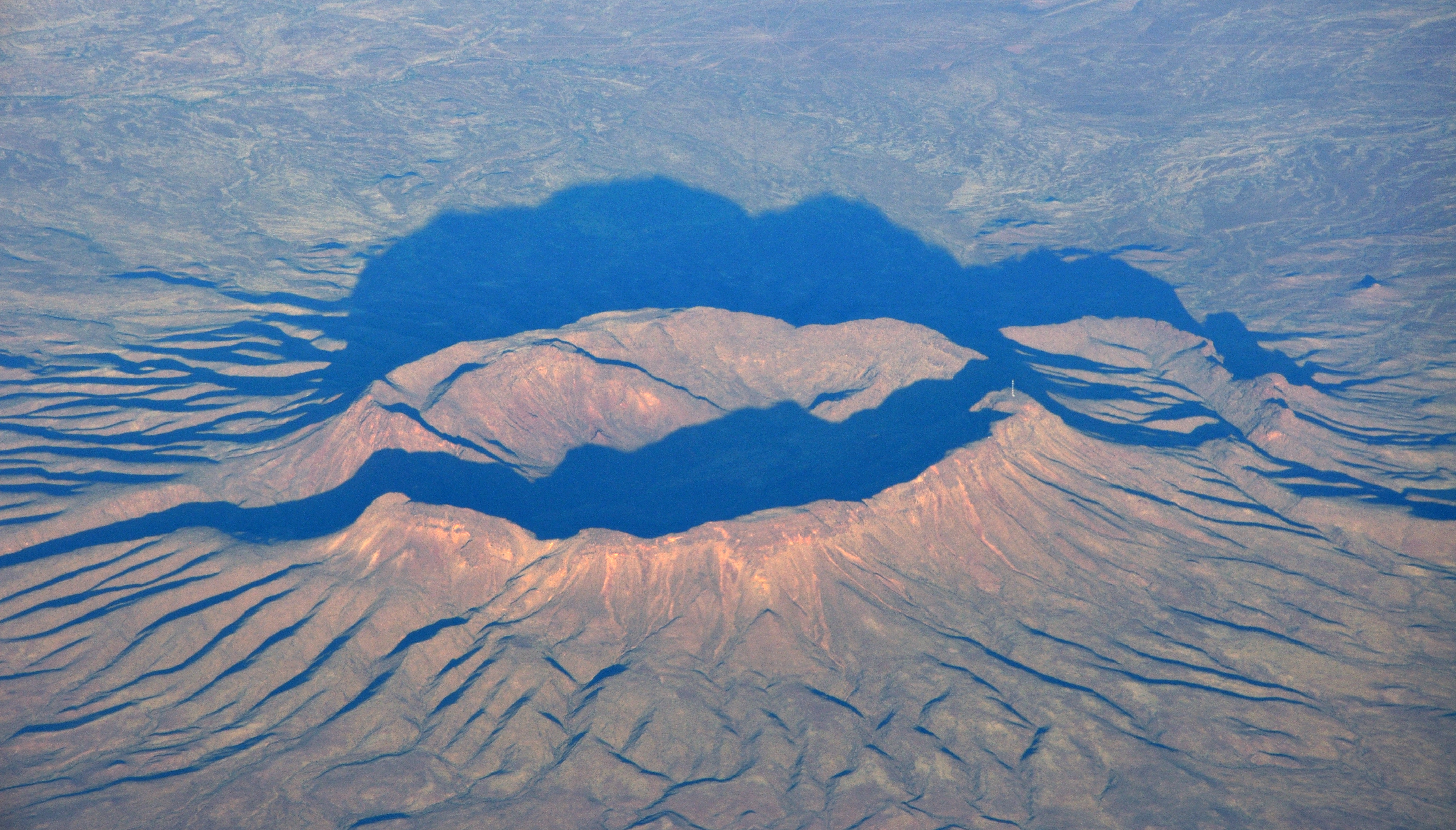
La montaña y cráter de Brukkaros, Namibia

### Geología
La zona de la actual Namibia se considera una de las partes más antiguas de la corteza terrestre. Mucho antes de la formación del supercontinente Gondwana, hace más de dos mil millones de años se formaron dos plataformas en la zona de la actual África: el cratón del Congo y el cratón del Kalahari. Este último cubre amplias zonas de la actual Namibia. Después, hace unos 550 millones de años, diversos procesos tectónicos crearon una enorme zona continental coherente que incluía los (sub)continentes actuales de África, Sudamérica, Australia, India y la Antártida: Gondwana.
Hace unos 150 millones de años, este supercontinente empezó a fragmentarse y a separarse en los continentes que conocemos hoy. Las especiales condiciones climáticas del suroeste de África, que duraron millones de años, hicieron que muchas estructuras, procesos y fenómenos geológicos se conservaran especialmente bien y, por tanto, puedan observarse aún hoy. En última instancia, esto incluye también el Namib, que puede considerarse así el desierto más antiguo del mundo.

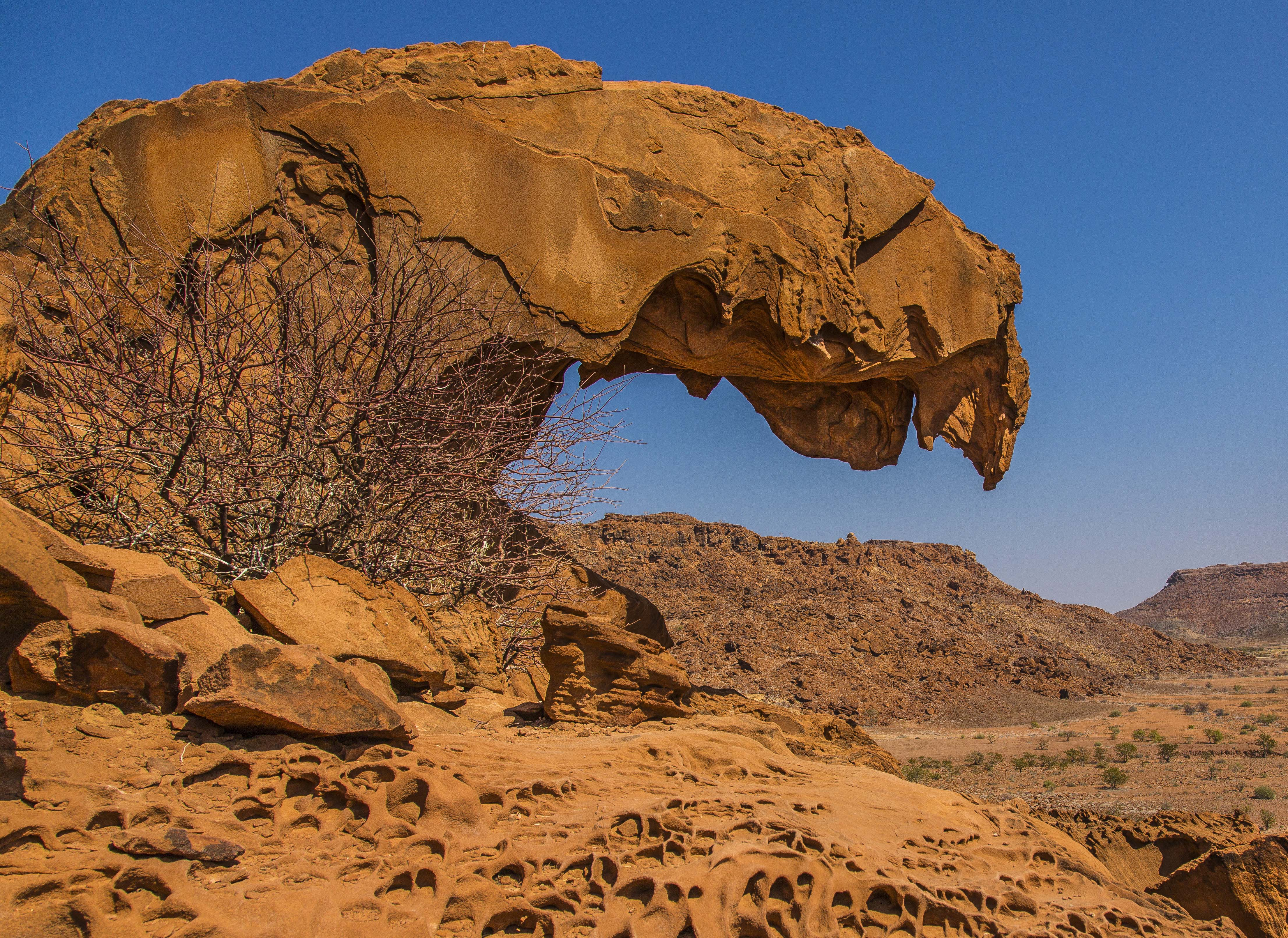
Formación rocosa en Namibia llamada Löwenmaul

Aunque las unidades estratigráficas fosilíferas son relativamente escasas en Namibia, la singular biota ediacarana a cámbrica temprana del Grupo Nama constituye un importante hito paleontológico. La formación Ganigobis, del Carbonífero tardío al Pérmico temprano, ha proporcionado peces fósiles, y las formaciones más jóvenes White Hill, Huab y Gai-As del grupo Dwyka contienen fósiles de Mesosaurus. El Mesozoico está representado por la Formación Omingonde, del Triásico, con fósiles de terápsidos, y la Arenisca Etjo, del Jurásico Temprano, con huellas de dinosaurios. Las Formaciones Buntfeldschuch y Langental, del Eoceno, contienen numerosos peces fósiles, y la Formación Elisabeth Bay, del Mioceno Temprano, muestra una fauna diversa con fósiles de serpientes y mamíferos.
Un monumento geológico estropeado es el Mukorob o «Dedo de Dios», un resto resistente a la intemperie de un pináculo de arenisca que quedó en pie por sí solo cuando la erosión recortó lentamente la escarpa Weissrand circundante del supergrupo Karoo, en el sur de Namibia. El Mukorob estaba formado por una gran cabeza de arenisca sostenida por un estrecho cuello de lodolita blanda y fragmentada. La cabeza tenía casi 12 metros (39 pies) de altura y pesaba unas 450 toneladas (440 toneladas largas; 500 toneladas cortas). El 8 de diciembre de 1988, el Mukarob se derrumbó, posiblemente debido a un destructivo terremoto que se había producido el día anterior en Armenia, pero que se registró con fuerza en el sismógrafo de Windhoek.

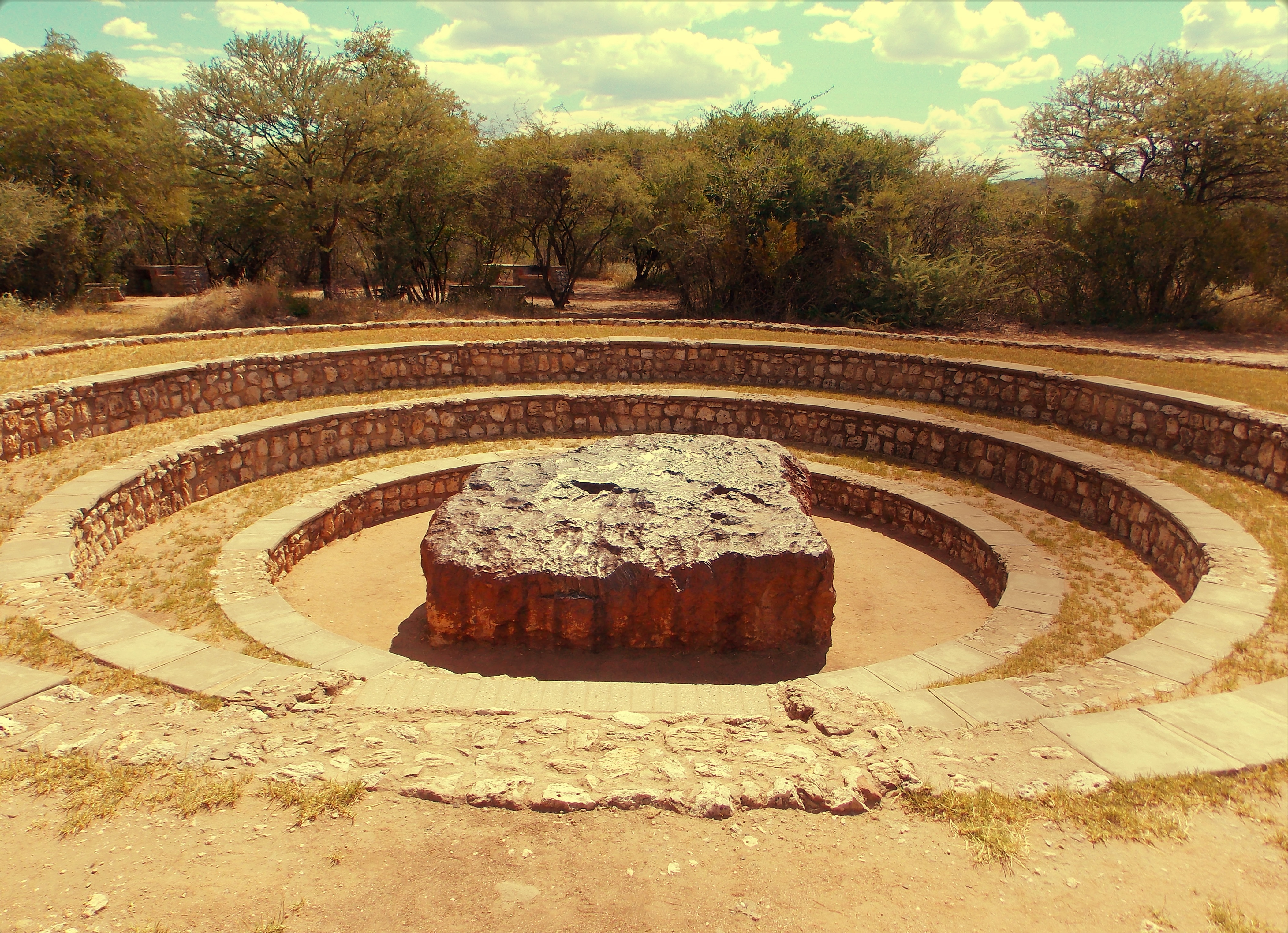
El Meteorito Hoba, Monumento nacional de Namibia

El bosque petrificado cercano a Khorixas, en el noroeste de Namibia, es un impresionante monumento paleontológico, muy valioso como yacimiento geológico. Del mismo modo, el meteorito Hoba, en el norte de Namibia, que es el mayor meteorito de hierro conocido en la Tierra, se preserva como monumento nacional y atrae a muchos visitantes tanto al yacimiento como al museo. El famoso yacimiento de cobre de Tsumeb, en el norte de Namibia, cerró como mina en 1996. Se ha destacado por su diversidad mineralógica y por su explotación comercial de cobre ampolloso, además de haber proporcionado diversas clases de minerales únicos o raros a los museos del mundo. Por tanto, Tsumeb también merece alcanzar el estatus de geositio. Otros lugares de Namibia de importancia geológica son los vestigios de dinosauromorfos del Triásico en Otjihaenamparero, en el centro del país; el cañón del río Fish, en el sur de Namibia, es el segundo cañón más grande del mundo y es famoso por su belleza paisajística.

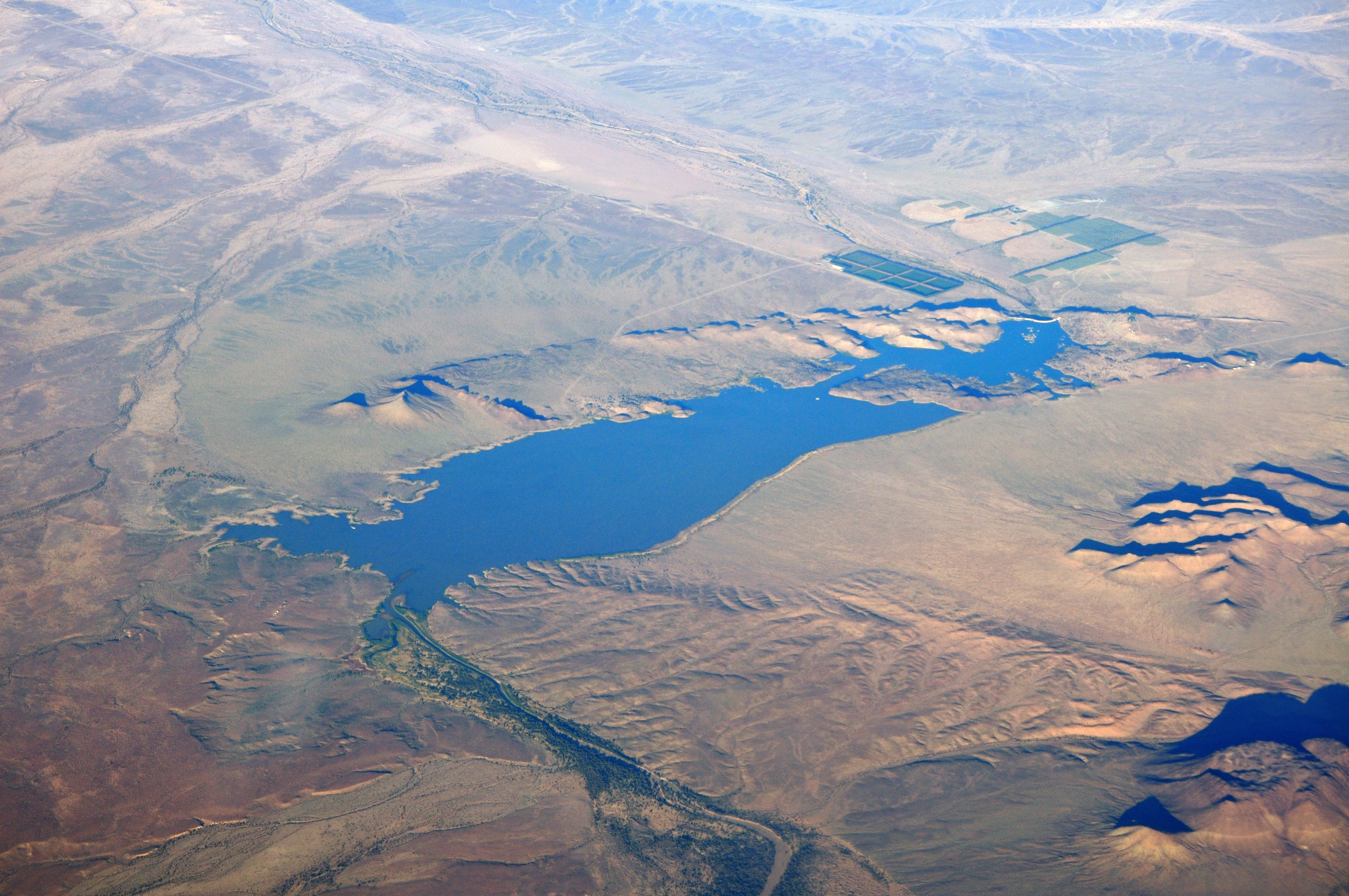
El río Löwen en Namibia (Löwenrivier, Löwenfluss)

### Fuentes de agua

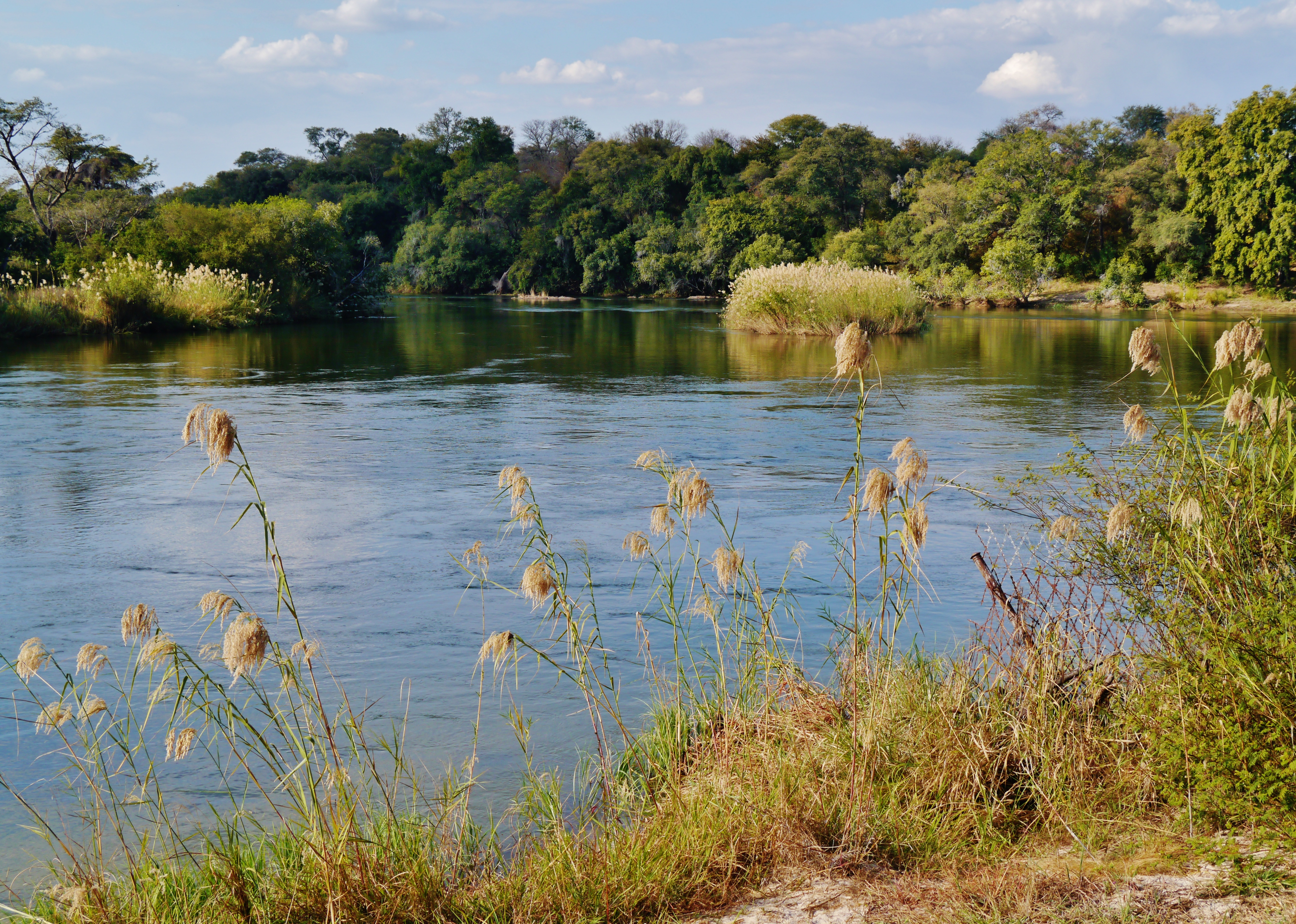
El Río Okavango a su paso por el norte de Namibia

### Ecología

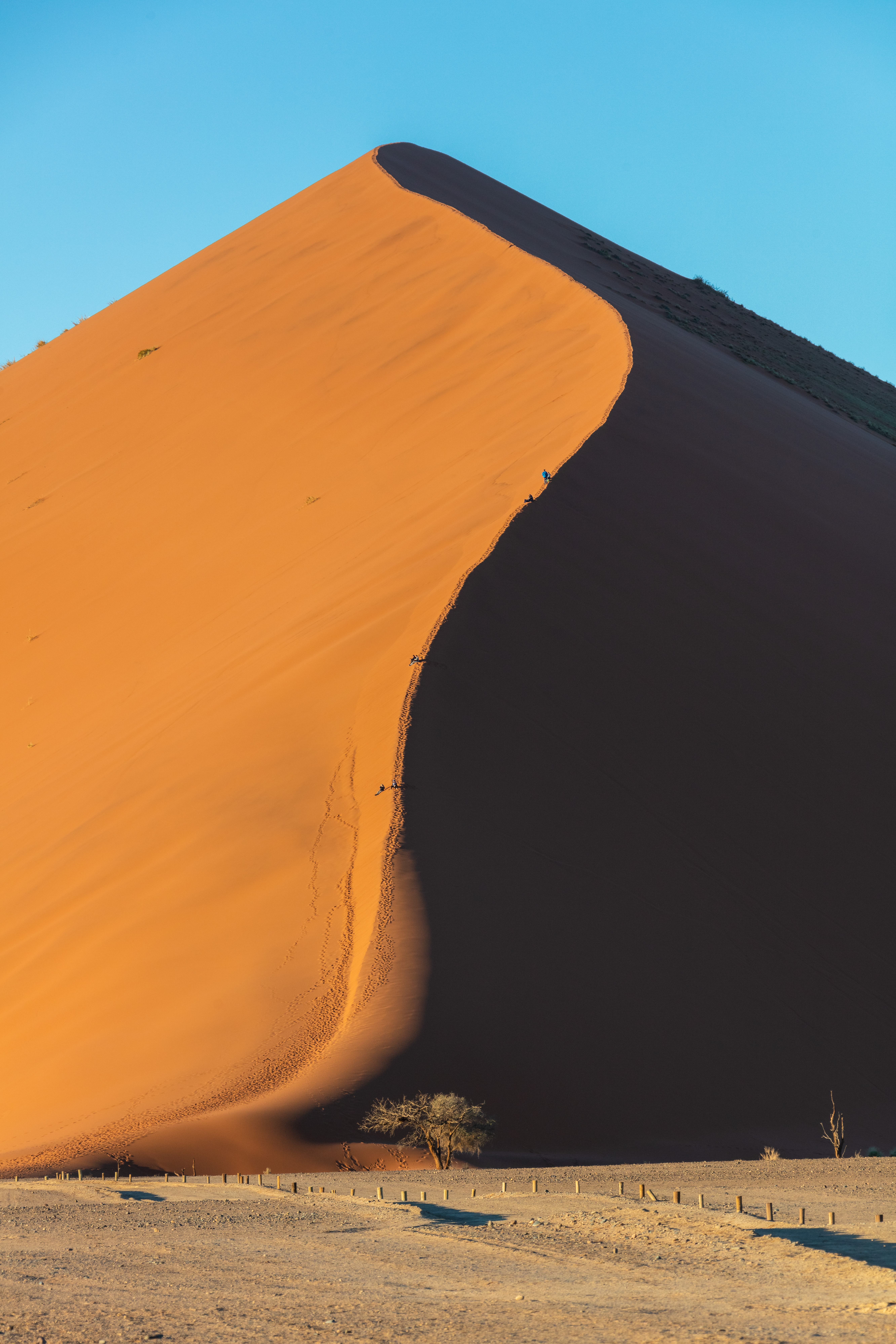
Dunas de arena en el desierto de Namib.

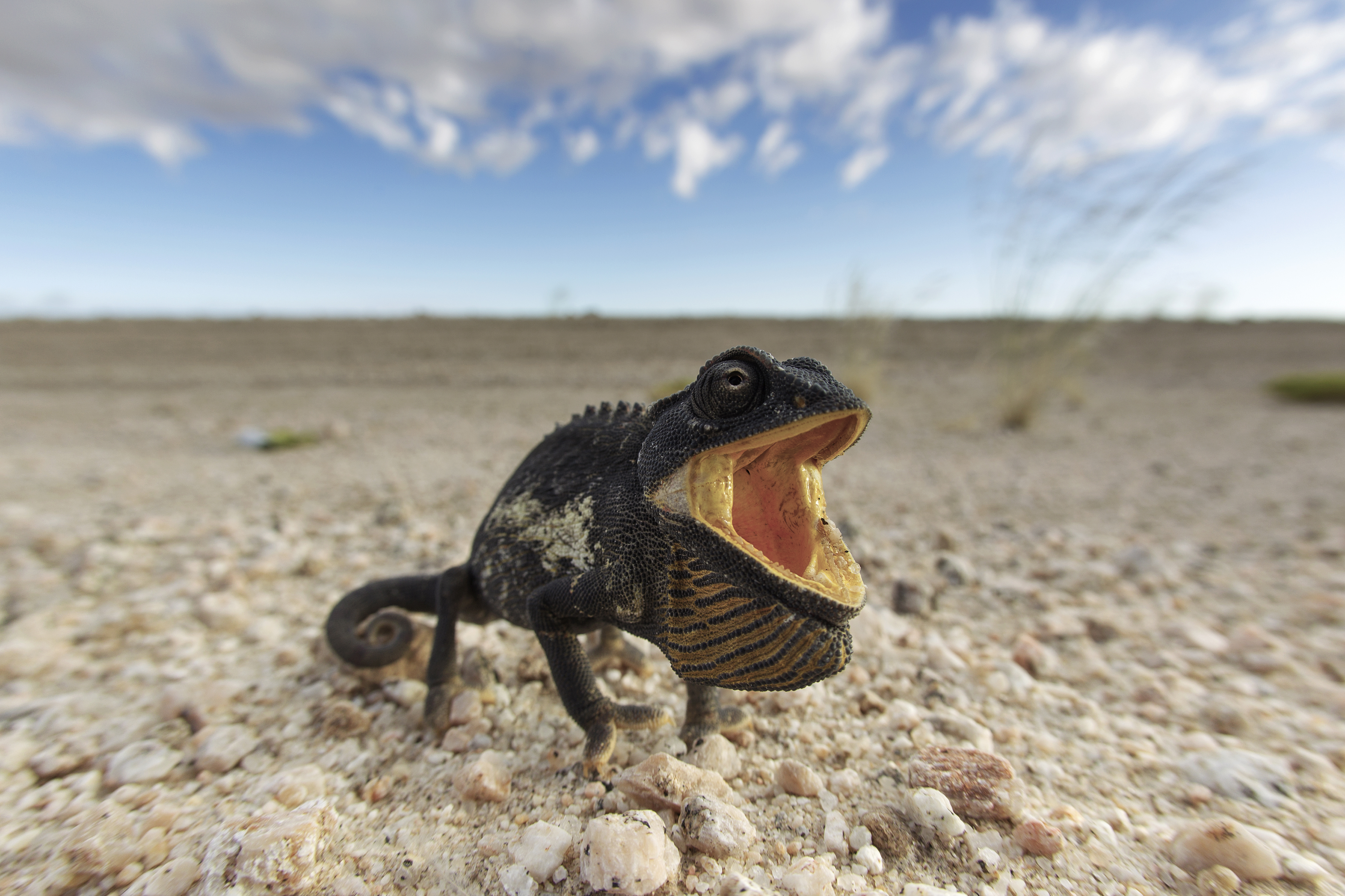
El Camaleón Chamaeleo namaquensis en el Desierto del Namib en Namibia

### Flora y fauna

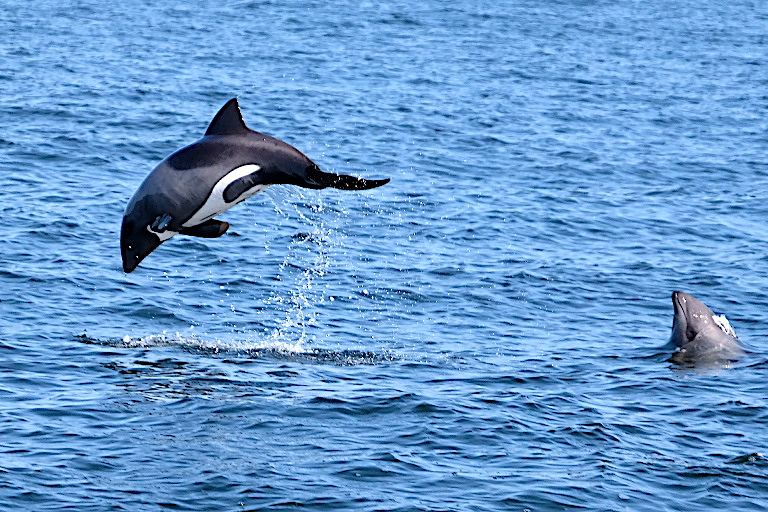
El delfín Cephalorhynchus heavisidii mamífero de las Costas de Namibia

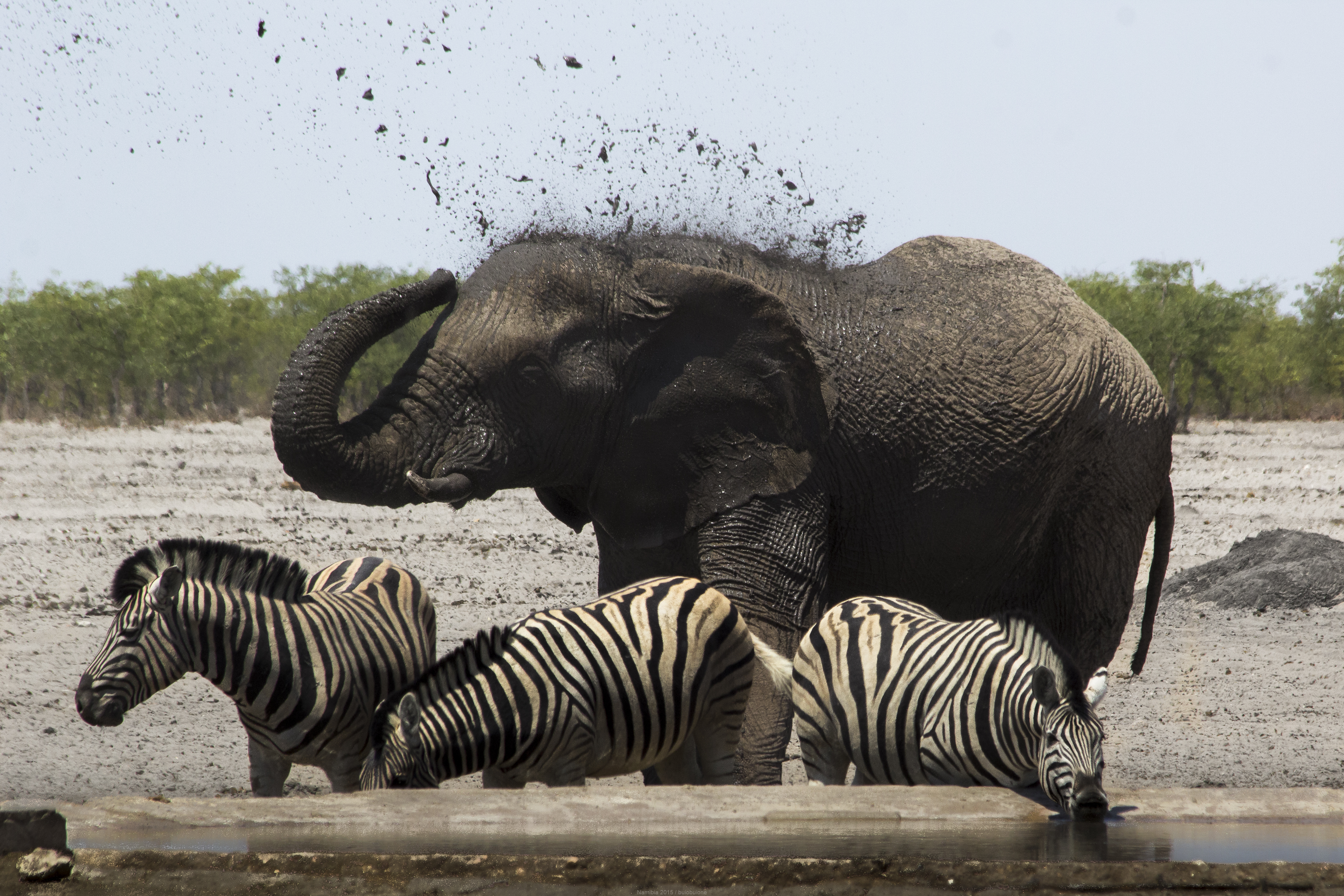
Elefantes y cebras en el Parque Nacional Etosha

## Economía

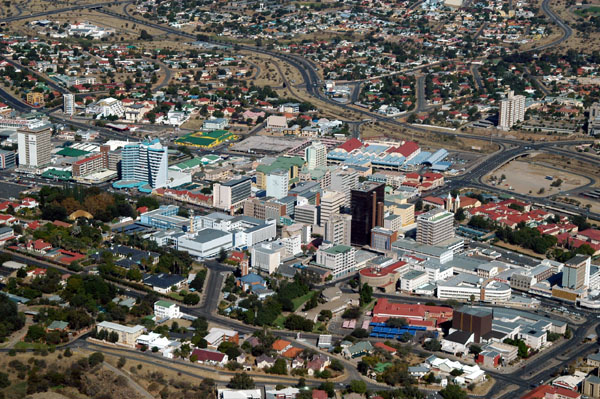
Vista aérea del centro financiero de Windhoek.

### Transporte

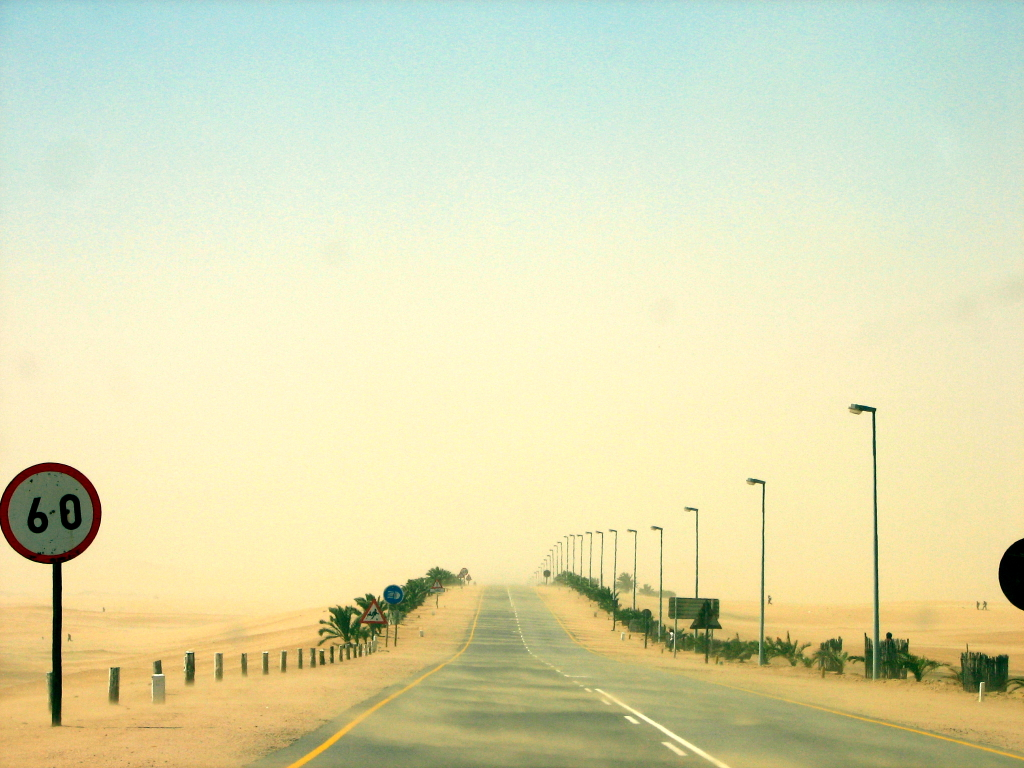
La autopista B2 une las ciudades de Swakopmund y Walvis Bay.

### Turismo

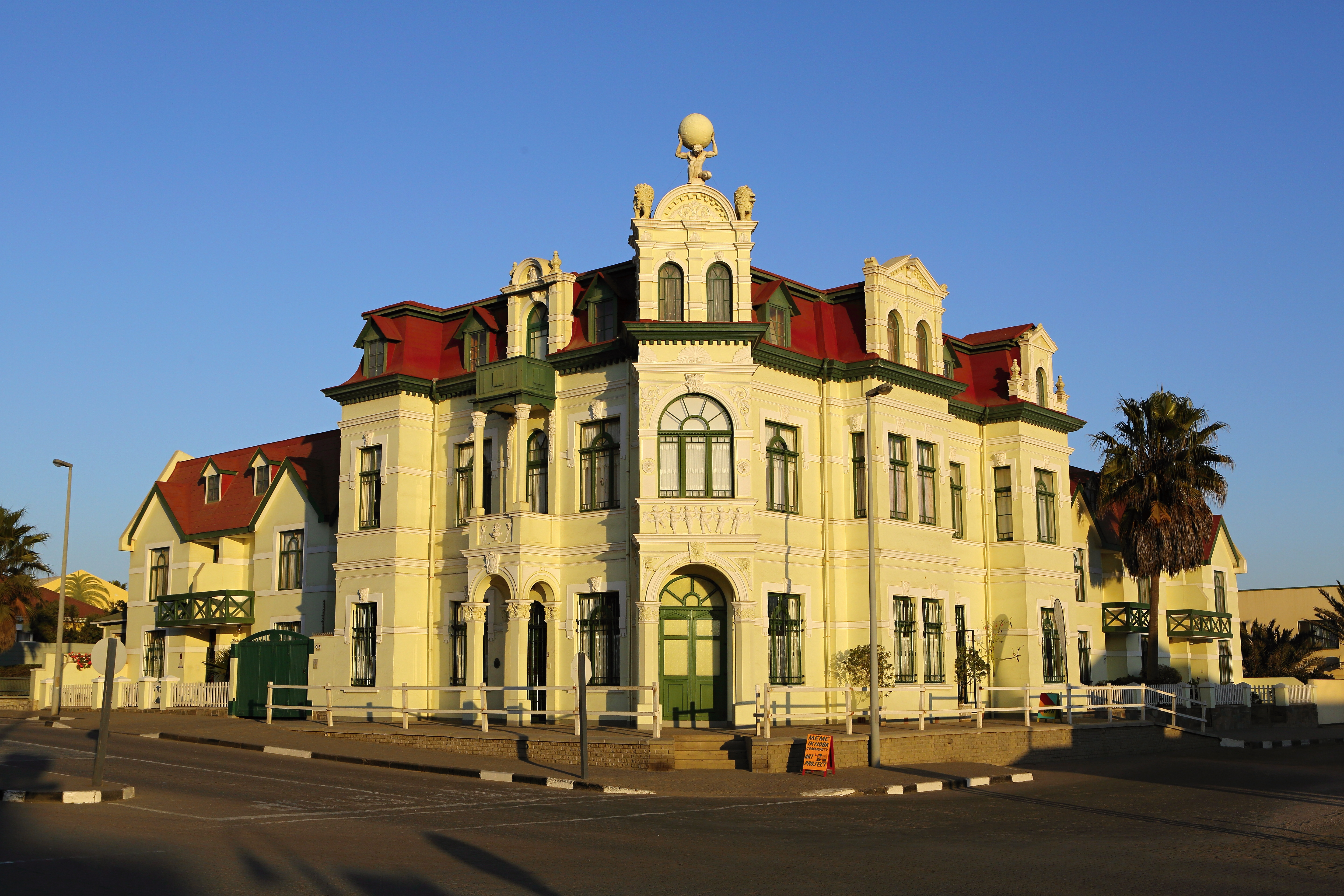
Arquitectura colonial alemana en Namibia

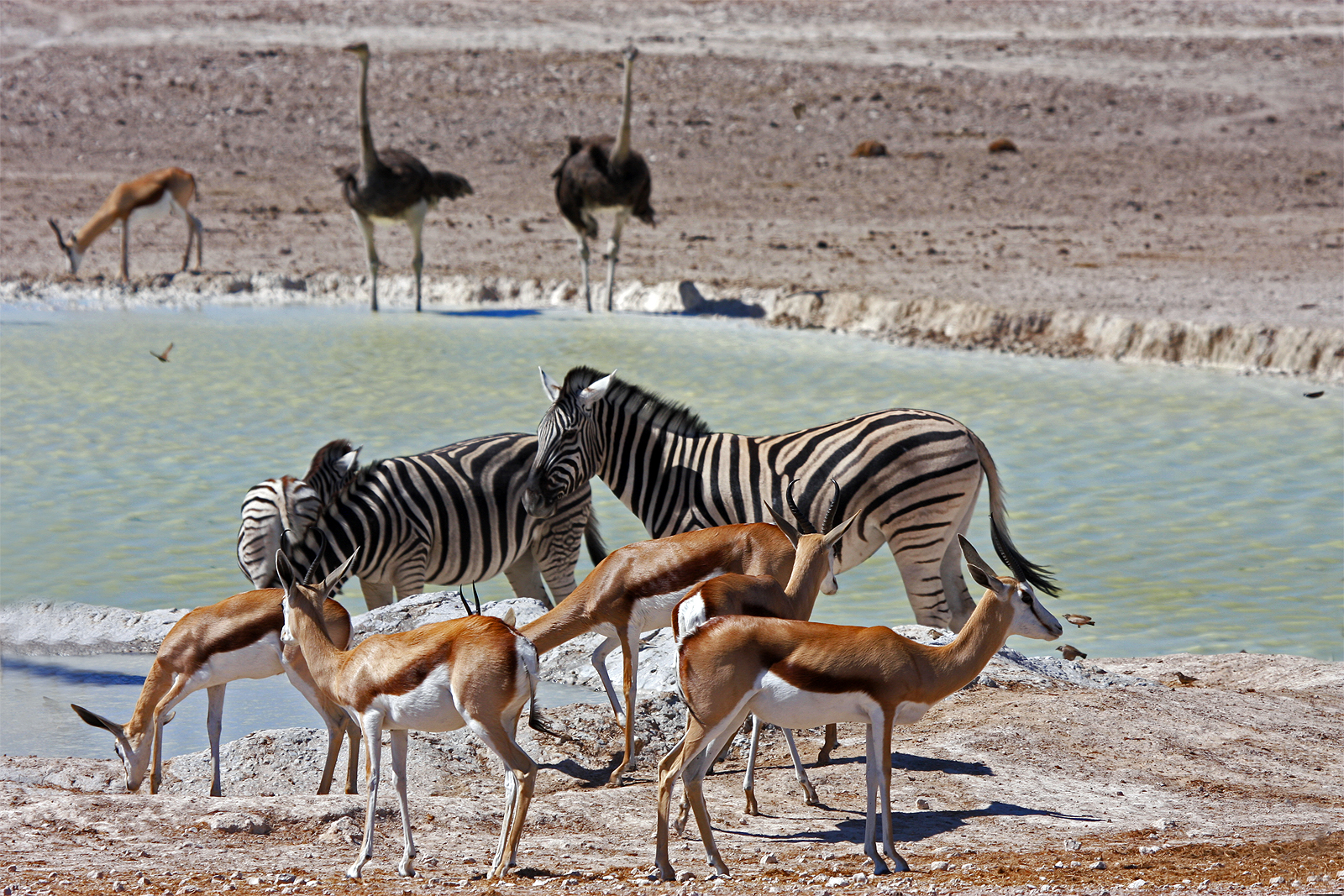
Fauna de la Región de Oshikoto, en Namibia

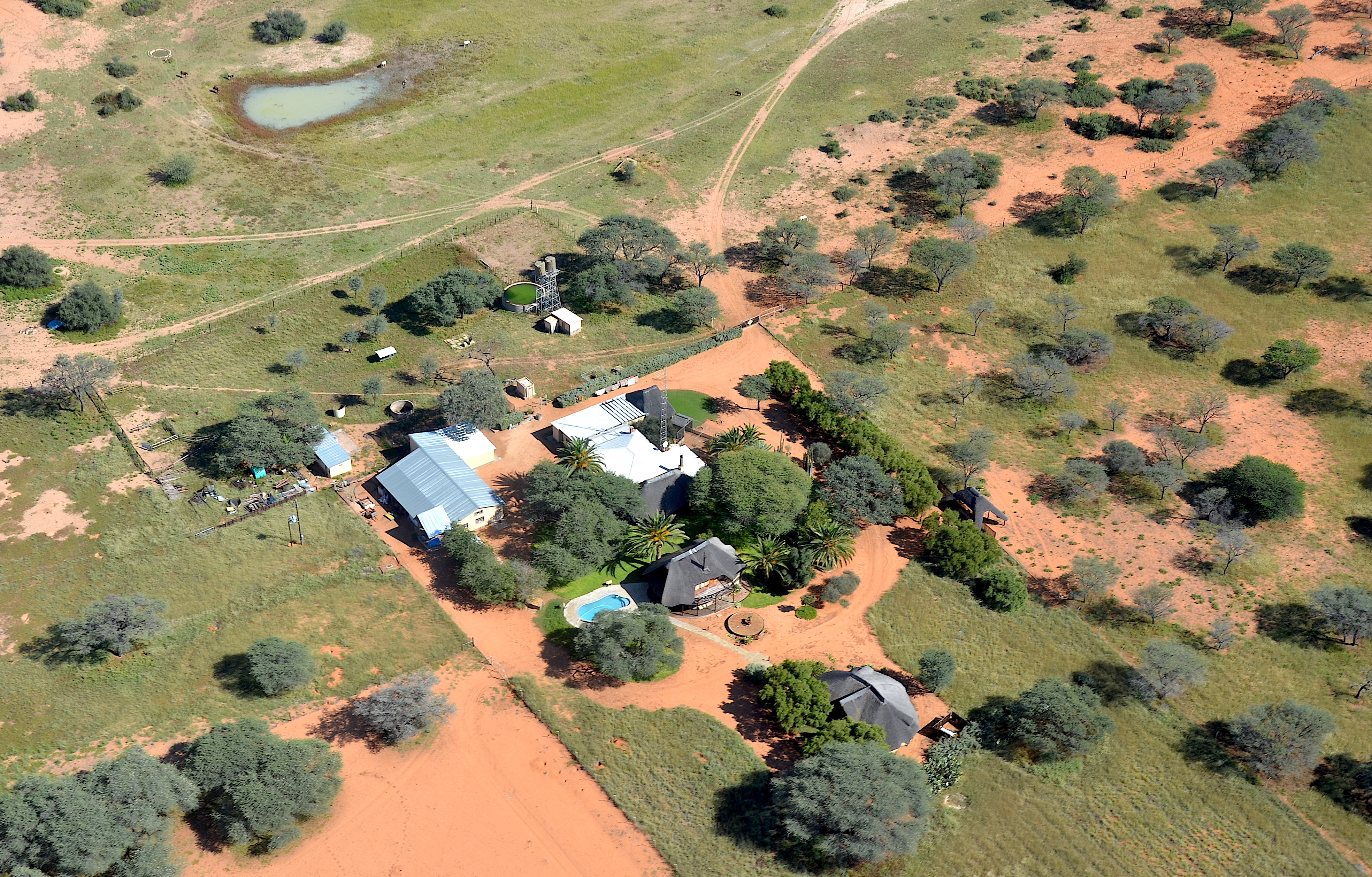
La Granja Neuhof en Namibia

### Agricultura

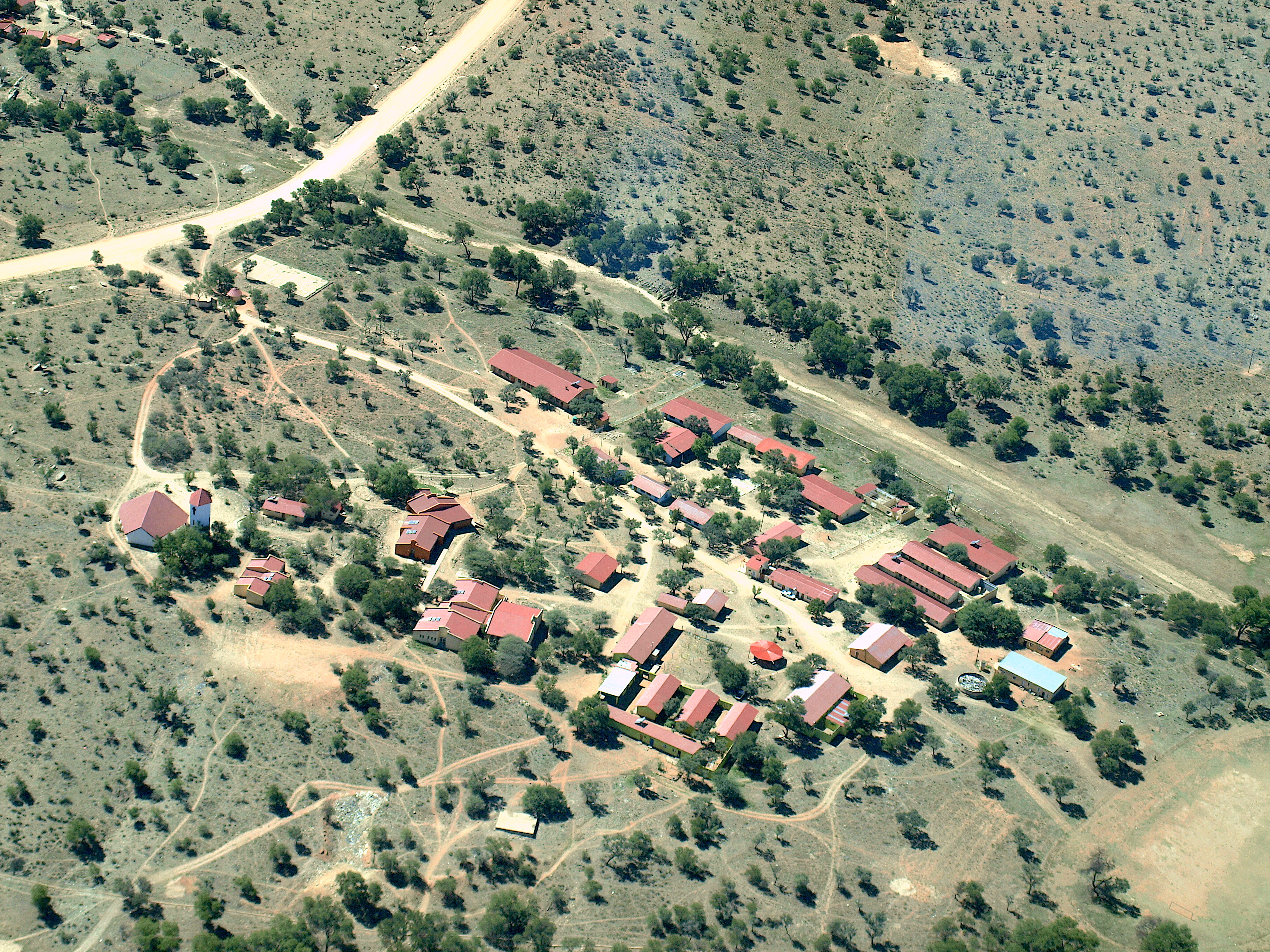
Neuheusis, Namibia

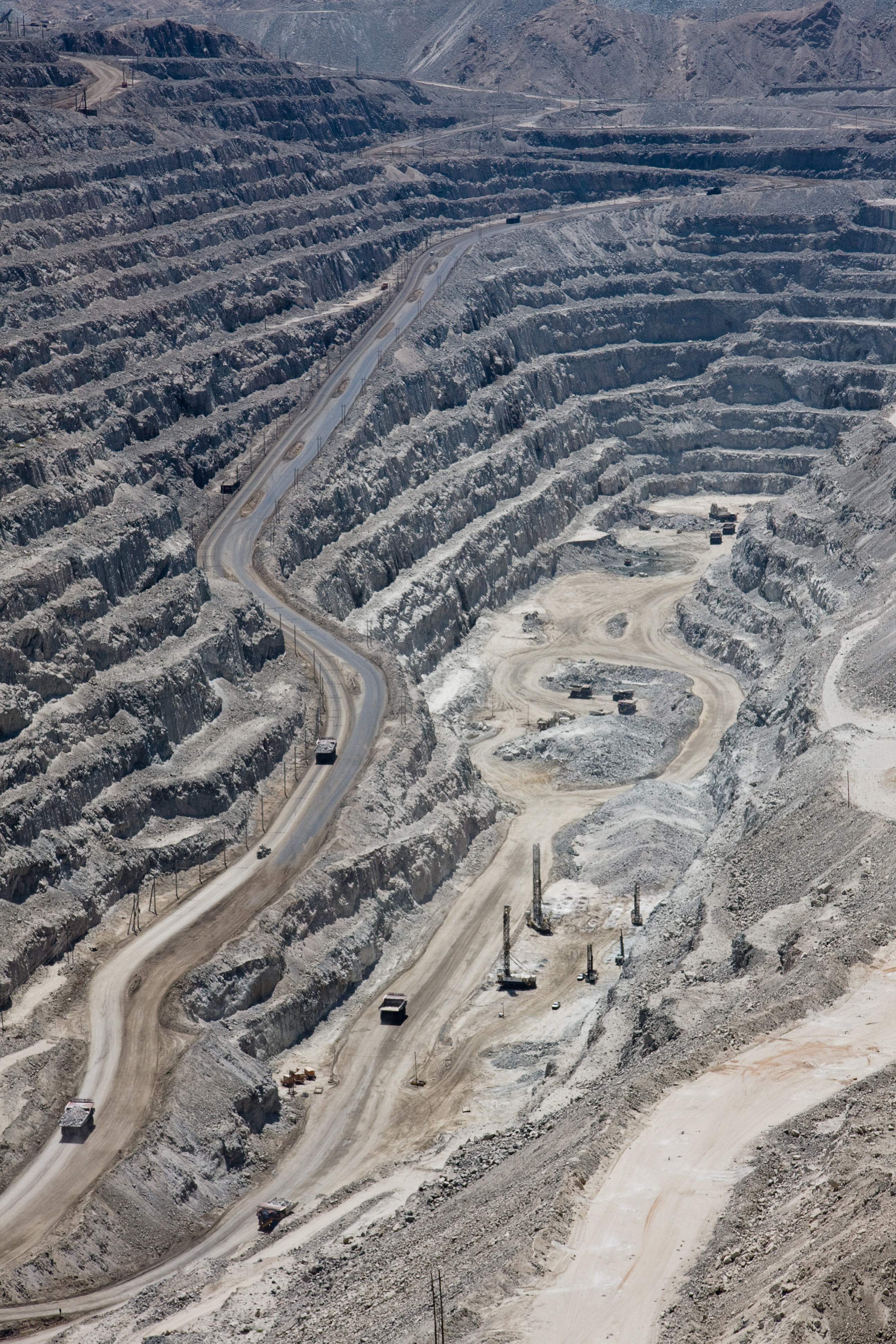
Mina de uranio en Namibia

### Minería y energía

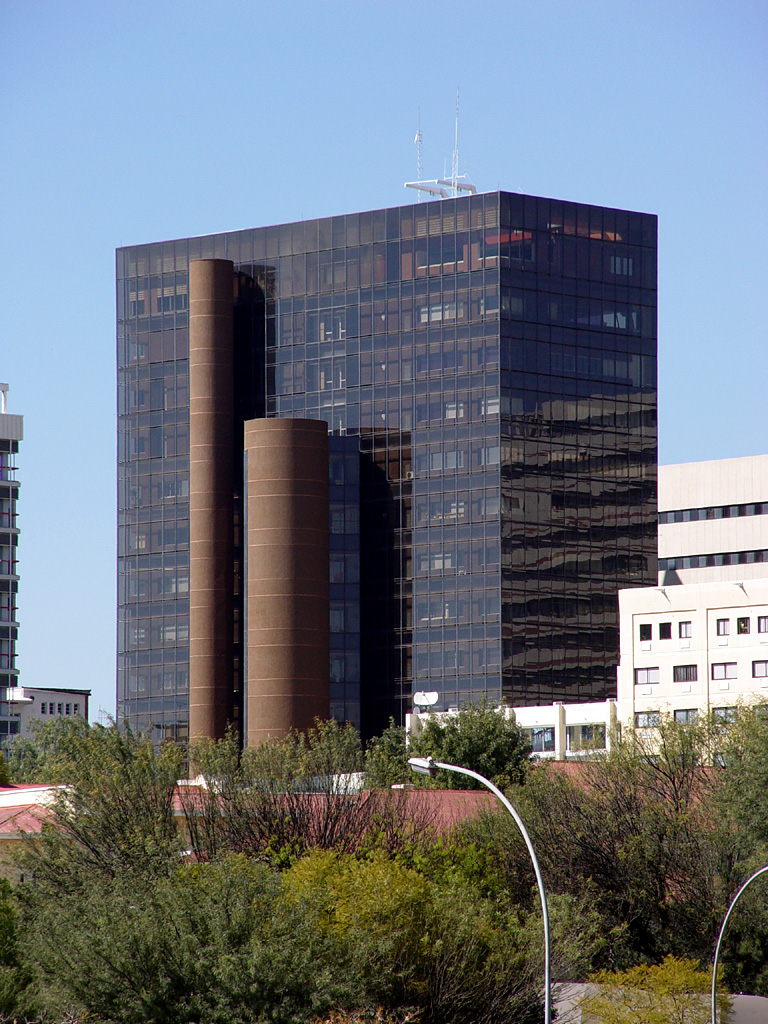
Edificio de la Namdeb-CDM en Windhoek, una compañía minera que explota diamantes en el país

Mapa de Sudáfrica y África del Sudoeste (actual Namibia) que muestra los bantustanes creados durante el apartheid